# Vernon (Eure)
Pour les articles homonymes, voir Vernon.
Vernon est une commune française située dans le département de l'Eure en région Normandie.
Elle se trouve au carrefour des routes d'Évreux à Beauvais, et de Paris à Rouen par la vallée de la Seine. Elle est proche de Giverny. 

## Géographie

### Localisation
Vernon est une commune située dans la vallée de la Seine, non loin du confluent de l'Epte.
La ville est située à 10 km de Gasny, à 11 km de Bonnières-sur-Seine, à 13 km de Pacy-sur-Eure, à 14 km de Gaillon, à 16 km de Courcelles, à 22 km des Andelys et de Mantes-la-Jolie , à 31 km d'Évreux et à 34 km de Gisors.
Elle forme, avec Saint-Marcel et La Chapelle-Longueville, une agglomération comptant 32 000 habitants.

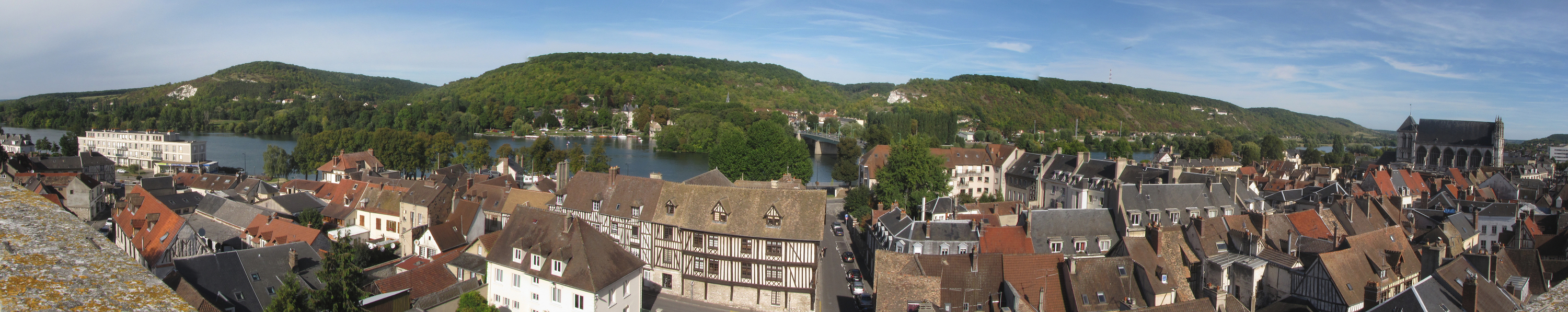
Panorama

### Communes limitrophes
Les communes limitrophes sont Blaru, Notre-Dame-de-la-Mer, Saint-Marcel, La Heunière, Pressagny-l'Orgueilleux et Vexin-sur-Epte.
| Pressagny-l'Orgueilleux | Vexin-sur-Epte, Tilly | Heubécourt-Haricourt, Bois-Jérôme-Saint-Ouen      |
| Saint-Marcel            | Vernon                | Giverny                                           |
| La Heunière             | Douains               | Blaru (Yvelines), Notre-Dame-de-la-Mer (Yvelines) |

### Géologie et relief
Sur la rive droite, on trouve en hauteur un placage d'alluvions de la Seine comprenant des silex, des meulières ou grès, ainsi que des sables de Lozère.
La zone de transition formée de collines en pente vers la Seine est surtout développée sur la rive gauche où s'est implanté le noyau urbain initial à partir duquel l'urbanisation récente s'est développée dans toutes les directions, tandis que, sur la rive droite où la transition est plus abrupte, formant pratiquement une falaise entaillée par deux vallons très encaissés, l'urbanisation est très limitée.

### Hydrographie
La commune est située dans le bassin Seine-Normandie. Elle est drainée par la Seine, le cours d'eau 06 de la commune de Blaru, le cours d'eau 01 de la commune de Saint-Marcel, le cours d'eau 04 de la commune de Tilly, le fossé 05 de la commune de Tilly, le fossé 06 de la commune de Tilly, le fossé 08 de la commune de Blaru, des bras de la Seine et divers autres petits cours d'eau,.un bras de Ma Campagne
La Seine, qui prend sa source à Source-Seine, en Côte-d'Or, sur le plateau de Langres, traverse le département avec de larges méandres dans sa partie nord-est et se jette dans la Manche entre Le Havre et Honfleur.  Les caractéristiques hydrologiques de la Seine sont données par la station hydrologique située sur la commune de Vernon. Le débit moyen mensuel est de 468 m3/s. Le débit moyen journalier maximum est de 2 120 m3/s, atteint lors de la crue du 31 janvier 2018. Le débit instantané maximal est quant à lui de 2 130 m3/s, atteint le même jour.
Quatre plans d'eau complètent le réseau hydrographique : la mare des Graviers (0,04 ha), la mare des Joncs (0,1 ha), la mare du Prince (0,19 ha) et la mare Grimou (0,29 ha),.

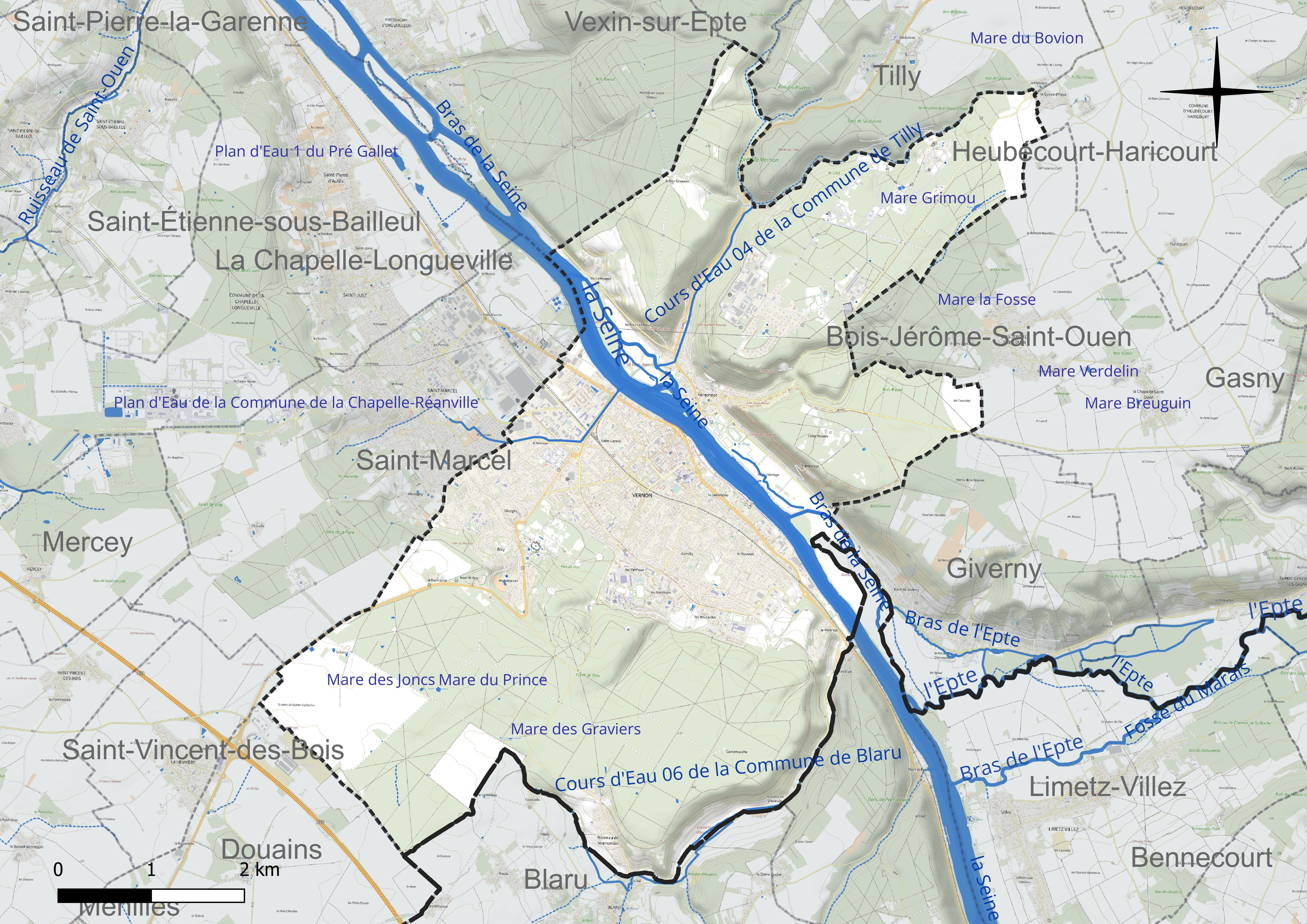
Réseau hydrographique de Vernon.

### Climat
Pour des articles plus généraux, voir Climat de la Normandie et Climat de l'Eure.
En 2010, le climat de la commune est de type climat océanique dégradé des plaines du Centre et du Nord, selon une étude du CNRS s'appuyant sur une série de données couvrant la période 1971-2000. En 2020, Météo-France publie une typologie des climats de la France métropolitaine dans laquelle la commune est exposée à un climat océanique et est dans la région climatique Sud-ouest du bassin Parisien, caractérisée par une faible pluviométrie, notamment au printemps (120 à 150 mm) et un hiver froid (3,5 °C). Parallèlement le GIEC normand, un groupe régional d’experts sur le climat, différencie quant à lui, dans une étude de 2020, trois grands types de climats pour la région Normandie, nuancés à une échelle plus fine par les facteurs géographiques locaux. La commune est, selon ce zonage, exposée à un « climat des plateaux abrités », correspondant aux plaines agricoles de l’Eure, avec une pluviométrie beaucoup plus faible que dans la plaine de Caen en raison du double effet d’abri provoqué par les collines du Bocage normand et par celles qui s’étendent sur un axe du Pays d'Auge au Perche.
Pour la période 1971-2000, la température annuelle moyenne est de 11,1 °C, avec  une amplitude thermique annuelle de 14,4 °C. Le cumul annuel moyen de précipitations est de 697 mm, avec 11,2 jours de précipitations en janvier et 7,9 jours en juillet. Pour la période 1991-2020, la température moyenne annuelle observée sur la station météorologique la plus proche, située sur la commune de Muids à 20 km à vol d'oiseau, est de 12,0 °C et le cumul annuel moyen de précipitations est de 609,1 mm,. Pour l'avenir, les paramètres climatiques de la commune estimés pour 2050 selon différents scénarios d’émission de gaz à effet de serre sont consultables sur un site dédié publié par Météo-France en novembre 2022.

### Paysages
Vernon est entourée de deux grandes forêts : la forêt de Bizy, rive gauche de la Seine, et la forêt de Vernon, en rive droite.
Vernon possède de nombreux parcs, squares et jardins. Les grandes étendues vertes se situent principalement le long des berges de la Seine :
- Le jardin des Arts, ouvert en 2006.
- Le Vernon Plage, ouvert en 2003.
- Le square Jeanne-et-Robert-Laurence.
- Le square Benjamin-Pied.
- Le square Pierre-Nicolas.
- Le square de Bizy.
- Les bords de Seine de Vernon et Vernonnet.

### Milieux naturels et biodiversité

#### Natura 2000
- Grottes du Mont Roberge[23].

#### Sites classés
- Les bords de Seine, avenues et places de Vernon  Site classé (1930)[24].

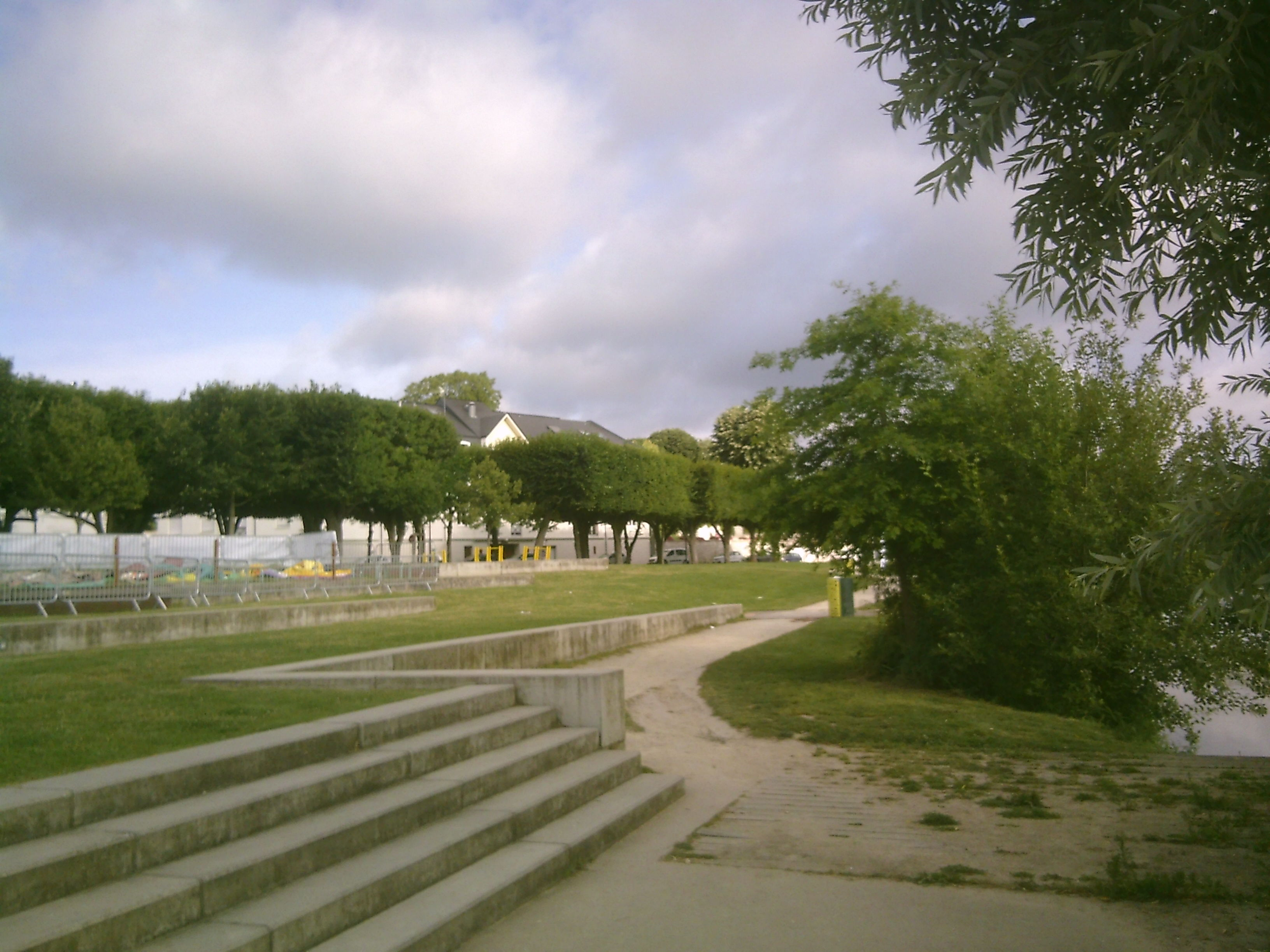
Les bords de Seine de Vernon, vue depuis un square.

Sont concernés par ce classement : le pont et les massifs de 28 arbres à sa droite et à sa gauche sur les deux rives, la plage et ses 104 tilleuls entre la rue des Champsbourgs et la rue Porte-Hachette, le pavillon du duc de Penthièvre, l’île Cordey, le cours du Marché-aux-Chevaux et ses 46 tilleuls, l'avenue Thiers et ses 156 tilleuls, la place de la République et ses 110 arbres, la place du Vieux-René et ses 10 tilleuls, l’avenue de l’Ardèche et ses 310 tilleuls, l’avenue Gambetta et ses 70 tilleuls, l’avenue des Capucins et ses 560 tilleuls, l’avenue du Point-du-Jour et ses 16 tilleuls, la rue des Écuries-des-Gardes et ses 56 tilleuls.
- Giverny – Claude Monet – Confluent de la Seine et de l’Epte  Site classé (1985)[29].

#### Sites inscrits
- La rive droite de la Seine  Site inscrit (1943)[30].

« Est inscrit l’ensemble formé sur la rive droite de la Seine à Vernon (Eure) par le vieux moulin et l’ancien pont de Vernonnet, le château des Tourelles, le stade municipal et leurs abords, ainsi que les îles du Talus, Hébert et Saint-Jean (pour la partie sise au sud de la ligne de chemin de fer de Gisors à Vernon), parcelles n° 181bis, 182p à 186p, 189 à 191p, 192p, 193p, 269p, 270 à 272, 276 à 301, section A ; n° 93, 100 à 118, 137bis, 138, 139, section C du cadastre ; plan d’eau de la Seine, de ses bras au droit des parcelles sus-énumérées ; voies d’accès et pont Clemenceau. »
- La rive gauche de la Seine  Site inscrit (1944)[31]

## Urbanisme

### Typologie
Au 1er janvier 2024, Vernon est catégorisée centre urbain intermédiaire, selon la nouvelle grille communale de densité à 7 niveaux définie par l'Insee en 2022.
Elle appartient à l'unité urbaine de Vernon, une agglomération intra-départementale dont elle est ville-centre,. Par ailleurs la commune fait partie de l'aire d'attraction de Paris, dont elle est une commune de la couronne,.

### Occupation des sols

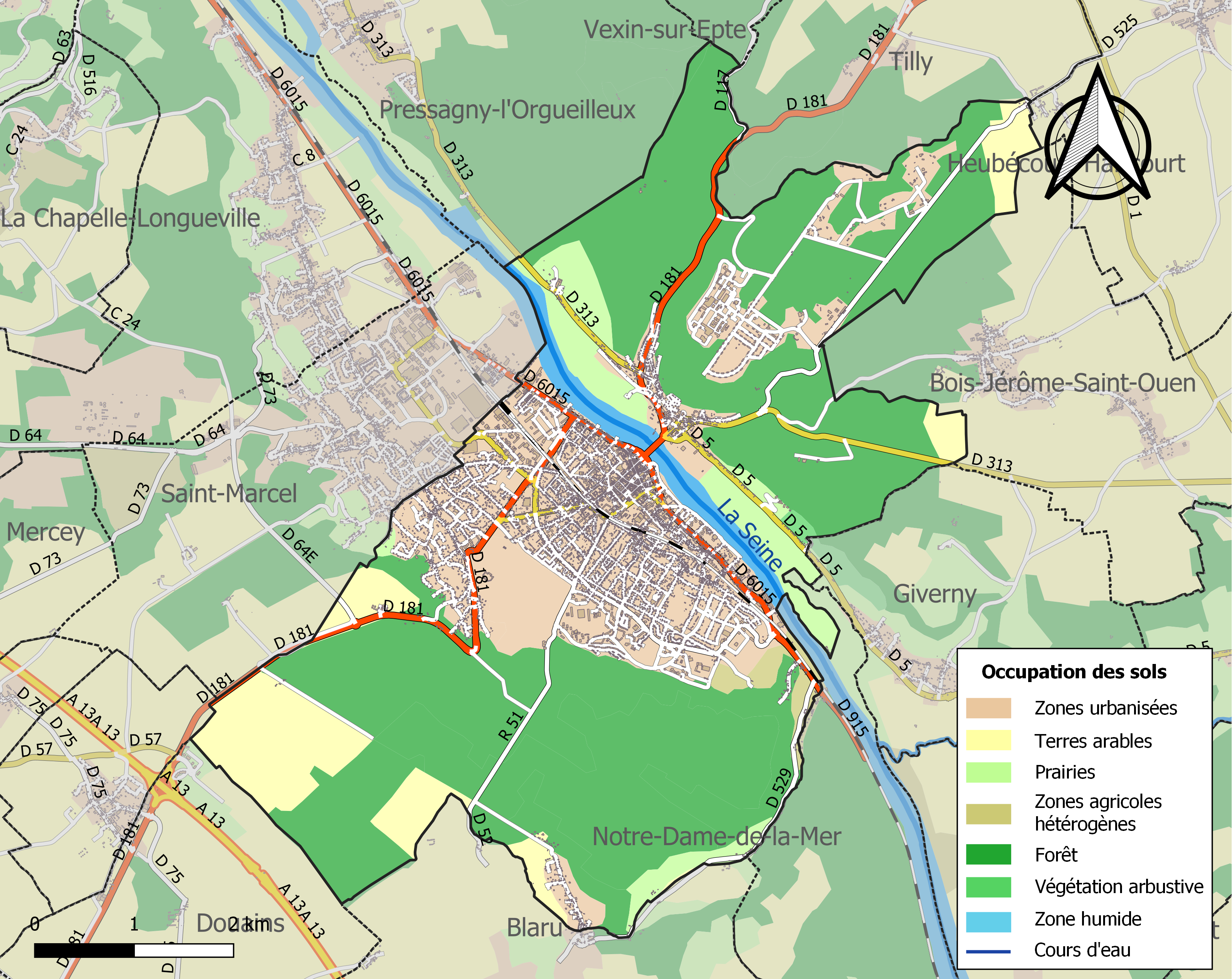
Carte des infrastructures et de l'occupation des sols de la commune en 2018 (CLC).

L'occupation des sols de la commune, telle qu'elle ressort de la base de données européenne d’occupation biophysique des sols Corine Land Cover (CLC), est marquée par l'importance des forêts et milieux semi-naturels (54,6 % en 2018), une proportion sensiblement équivalente à celle de 1990 (54,8 %). La répartition détaillée en 2018 est la suivante : forêts (54,4 %), zones urbanisées (17,3 %), terres arables (8,8 %), zones industrielles ou commerciales et réseaux de communication (7,2 %), prairies (5,9 %), eaux continentales (2,9 %), espaces verts artificialisés, non agricoles (2,2 %), zones agricoles hétérogènes (1,1 %), milieux à végétation arbustive et/ou herbacée (0,2 %). L'évolution de l’occupation des sols de la commune et de ses infrastructures peut être observée sur les différentes représentations cartographiques du territoire : la carte de Cassini (XVIIIe siècle), la carte d'état-major (1820-1866) et les cartes ou photos aériennes de l'IGN pour la période actuelle (1950 à aujourd'hui).

### Morphologie urbaine
Le territoire communal est, avec 3 492 hectares, relativement vaste et s'étend de manière sensiblement égale sur les deux rives du fleuve.
Il comprend :
- d'une part, la basse vallée alluviale de la Seine, relativement étroite, y compris des îles situées du côté de la rive droite (Île Saint-Pierre, Île Saint-Jean [20 ha], île de l'Horloge, Grande Île, Île du Talus, Île Maurice (détruite)), séparées de la rive droite par des bras très étroits ou même soudées à la rive. La Grande Île est partagée entre les communes de Vernon, Notre-Dame-de-la-Mer et Giverny ;
- d'autre part, les plateaux calcaires à une altitude variant de 130 à 140 mètres d'altitude, couverts en grande partie par les forêts de Bizy et de Vernon.

### Quartiers
- Bizy 
Mentionné sous la forme Bisi au XIe siècle. Il s'agit d'un nom de lieu gaulois, composé du nom de personne Bisius, dérivé du thème bissu-, doigt (cf. gallois bys, doigt et breton biz, doigt, bizou, anneau du doigt, bague, d'où le français « bijou »)[35] et du suffixe de localisation et de propriété bien connu -acum. Bizy est un homonyme étymologique avec les nombreux Bizy, Bizay, Bizé et Biziat. 
Ce village de vignobles et de moulins, devenu aujourd'hui un quartier résidentiel composé de riches demeures (manoirs, châteaux, villas) sur la rue de Bizy, l'avenue de l'Ardèche, l'avenue Montgomery, l'avenue des Capucins, la rue du Capitaine-Rouveure, la rue du Parc (ancien au nord et récent au sud), ce quartier porte le nom du château de Bizy, situé tout près. Il compte environ 1 500 habitants.
- Gamilly 
Mentionné sous la forme latinisée Cameliacum en 1215, c'est un rare exemple au sud de la ligne Joret du maintien de /g/ dur ou de /c/ dur. La forme attendue devrait être Jamilly ou encore Chamilly / Chemilly[36].
C'est un quartier pavillonnaire d'environ 4 800 habitants situé à l'est du centre-ville.
- Vernonnet
Ancienne commune rattachée à Vernon en 1804, Vernonnet est aujourd'hui un quartier se présentant comme un gros village d'environ 3 000 habitants.
- Les Blanchères est quartier de logements sociaux d'environ 1 500 habitants, construit entre 1980 et 1986. Il est réuni avec Valmeux pour former un quartier prioritaire, réunissant 4 700 habitants en 2018[37].
- Les Bourdines est une zone artisanale de l'est de la commune.
- Les Boutardes est un quartier de logements sociaux d'environ 1 800 habitants, construit entre 1968 et 1970. Une partie est classée prioritaire avec environ un millier d'habitants[38].
- Ma Campagne est un hameau en bordure droite de Seine, orienté au sud, à l'ouest du centre-ville.
- Fieschi est un quartier pavillonnaire portant le nom d'un ancien quartier militaire de la fin du XXe siècle.
- Glatigny est un quartier résidentiel pavillonnaire récent. Un des quarante Glatigny de Normandie, où la forme en -acum la plus répandue, est composée avec le nom de personne germanique Glatto, le chauve, le lisse.
- Le Hameau de Normandie est un hameau résidentiel pavillonnaire d'environ 500 habitants en lisière de la forêt, au sud.
- Le Moussel est un quartier pavillonnaire de 850 habitants. Le nom est la forme normande méridionale de « monceau ».
- Le Parc est un quartier résidentiel ancien proche de la gare. Il doit son nom à la rue du Parc.
- Le Petit Val est un quartier pavillonnaire excentré au sud-est.
- Le Plateau de l'Espace est une zone forestière au nord est de Vernon, séparée de Vernonnet par des falaises de calcaire où se situaient les carrières de pierre de Vernon. À l'exception d'une maison de gardes située le long de la route des Pénitents, les premiers bâtiments apparaissent en 1928 lorsqu'Edgar Brandt décide d'y installer une usine de chargement d'obus. Cette usine, nationalisée, est renommée AVN en 1936. L'État décide d'y installer après la Seconde Guerre mondiale le LRBA qui cesse officiellement ses activités le 31 décembre 2012, entraînant la fermeture de l'école. Après une quasi désertification, le quartier connaît une lente reconquête. Il tient son nom d'une consultation réalisée en 2004 auprès de ses 600 habitants et qui fait référence au fait qu'il a été le lieu des recherches qui ont permis la mise au point des "ancêtres" de la fusée Ariane. Initialement le quartier est appelé « la forêt à proximité de Bois-Jérôme », puis « La cité de La Madeleine » (du nom du château) en français et « (de)buschdorf, le village de la forêt » en allemand, de nombreux ingénieurs allemands venant travailler sur ce site dès le  début de l'occupation en 1940, puis peu après la fin des hostilités en 1944. Certains ayant travaillé entre-autres sur les fusées v1 et v2 qui sont les ancêtres de toutes les fusées modernes[39],[40]. En 2023 une partie du site appartient encore à ArianeGroup.
- Saint-Adjutor est un quartier résidentiel pavillonnaire portant le nom du saint patron de la ville et des mariniers.
- Saint-Lazare est un quartier résidentiel ancien péri-central, à l'ouest du centre-ville, abritant 3 000 habitants.
- Les Valmeux est un quartier de logements sociaux d'environ 3 200 habitants, construit entre 1968 et 1970.
- Le Virolet est une zone industrielle et artisanale située sur les communes de Vernon et de Saint-Marcel.

### Habitat et logement
En 2018, le nombre total de logements dans la commune était de 12 158, alors qu'il était de 11 733 en 2013 et de 11 334 en 2008.
Parmi ces logements, 85,6 % étaient des résidences principales, 1,9 % des résidences secondaires et 12,5 % des logements vacants. Ces logements étaient pour 43,2 % d'entre eux des maisons individuelles et pour 55,4 % des appartements.
Le tableau ci-dessous présente la typologie des logements à Vernon en 2018 en comparaison avec celle de l'Eure et de la France entière. Une caractéristique marquante du parc de logements est ainsi une proportion de résidences secondaires et logements occasionnels (1,9 %) inférieure à celle du département (6,3 %) et  à celle de la France entière (9,7 %). Concernant le statut d'occupation de ces logements, 44,7 % des habitants de la commune sont propriétaires de leur logement (42,5 % en 2013), contre 65,3 % pour l'Eure et 57,5 % pour la France entière.
| Typologie                                               | Vernon | Eure | France entière |
| ------------------------------------------------------- | ------ | ---- | -------------- |
| Résidences principales (en %)                           | 85,6   | 85,4 | 82,1           |
| Résidences secondaires et logements occasionnels (en %) | 1,9    | 6,3  | 9,7            |
| Logements vacants (en %)                                | 12,5   | 8,3  | 8,2            |

### Projets d'aménagement

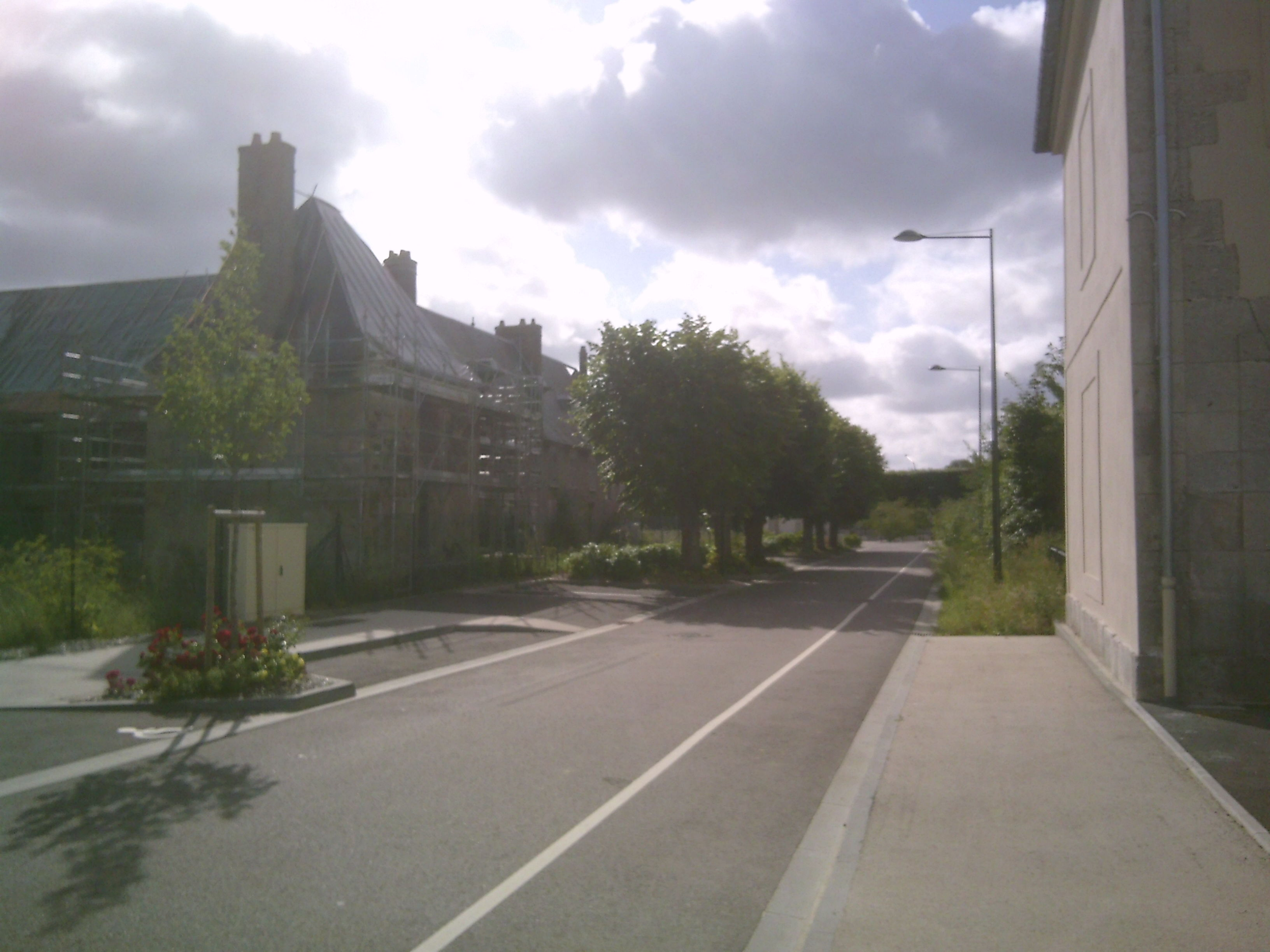
Rue de Tocqueville dans le quartier Fieschi à Vernon

- Rue de Tocqueville dans le quartier Fieschi à VernonAménagement du quartier Fieschi : la communauté d'agglomération assure le pilotage de la zone d’aménagement concerté (ZAC) de la Caserne-Fieschi. Les murs d'enceinte une fois déconstruits, on pourra voir la réalisation de la place Jean-Paul-II. Au 3e trimestre 2016, c’est une partie du mur de l’avenue de Rouen qui sera abattue à son tour, en préalable à la construction des logements et la restauration de la cour d’honneur. Construction de la clinique. Commercialisation de programmes de commerces et de certains logements, dont le début de construction est prévu aux 3e et 4e trimestres 2016. Ce quartier comprend aussi un colocation de handicapé appelé le club des six dite "villa capucine" dont cette dernière a essaimé dans l'ensemble de la France[41].
- Réhabilitation de la manufacture des capucins dans le quartier Fieschi devenue un tiers-lieu[42].
- Aménagement de « La Grande Prairie », premier espace vert de la ZAC, en parallèle de l’avenue de Rouen. Les plantations sont en cours sur ce terrain qui représente le point bas de la ZAC et est destiné à recevoir les eaux de pluie.
- Création d'un musée Ariane - aucune concrétisation en 2016
- Projet ANRU aux Boutardes porté par la CAPE.
- SECUROSCOPE[43] : projet ambitieux analogue à un Futuroscope imaginé en 1996, sans aucune concrétisation en 2016
- Réaménagement du Plateau de l'Espace et de l'ancien site militaro-industriel du LRBA. La Société publique locale entre le conseil départemental, la communauté d'agglomération et la ville gère le site.

### Voies de communication et transports
Le sentier de grande randonnée 2 (GR2) passe par la commune.

#### Voies routières
- L'autoroute A13 reliant Vernon à :
  - Paris (Porte d'Auteuil) en 45 minutes ;
  - La Défense par l'A14 en 40 minutes ;
  - Mantes-la-Jolie en 15 minutes ;
  - Rouen centre en 45 minutes ;
  - Deauville en 1 heure 15 ;
  - Caen en 1 heure 35.
- Route départementale 6015 allant en direction de l'est vers Mantes-la-Jolie et Paris et, vers le nord-ouest, vers Gaillon, Val-de-Reuil et Rouen.
- Route départementale 181 allant vers le sud-ouest en direction d'Évreux et, vers le nord-est, vers Gisors, Beauvais, Amiens et Reims.
- Route départementale 313 allant vers l'est en direction de Gasny et, vers le nord-ouest, vers Les Andelys.

#### Transport ferroviaire

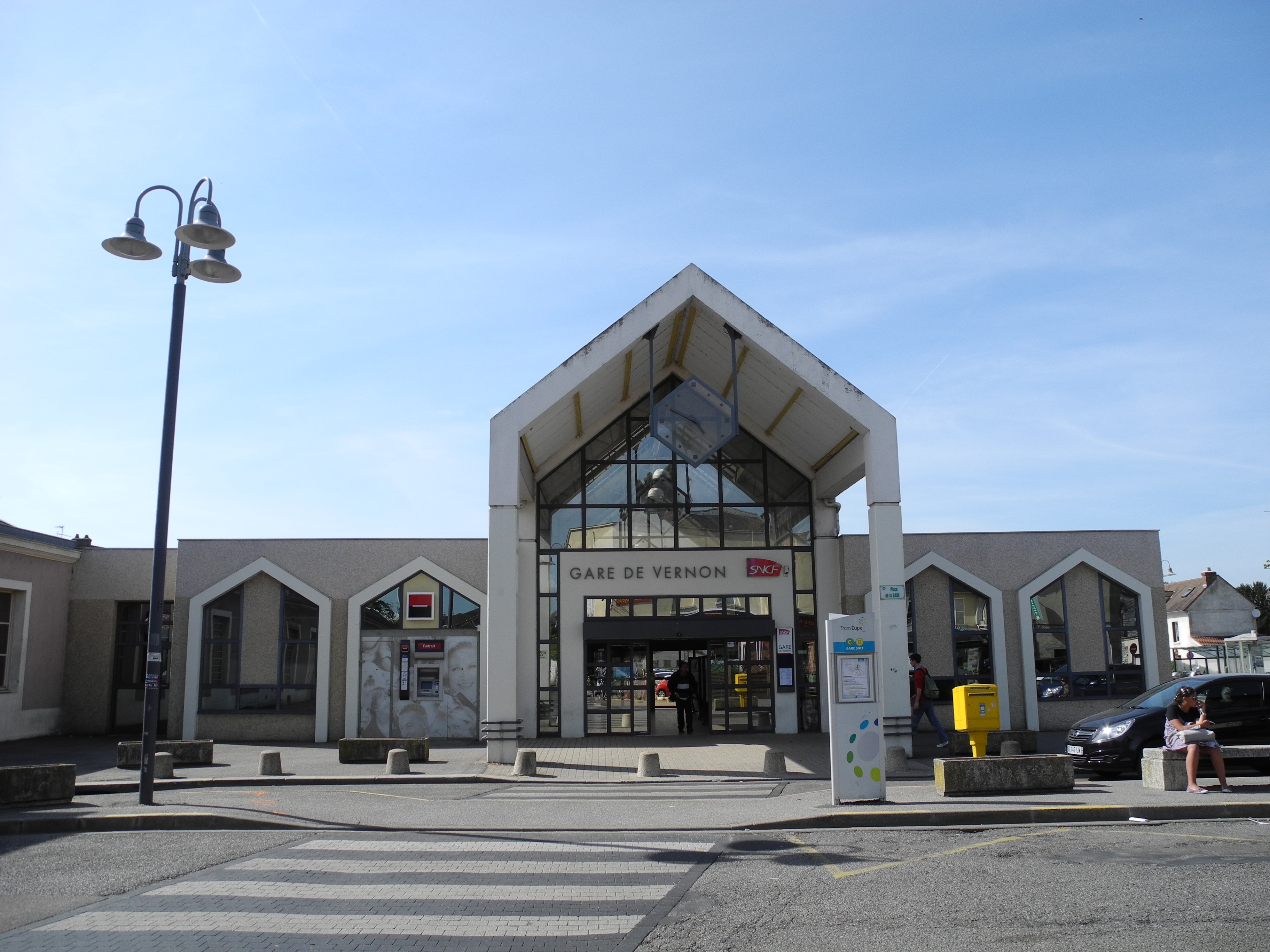
Gare de Vernon - Giverny.

La gare de Vernon - Giverny a une fréquentation annuelle de plus de 1 200 000 voyageurs, ce qui lui vaut la troisième place régionale juste après Rouen-Rive-Droite et la gare de Caen,. La gare est saturée et n'offre pas de voie terminus. Il exista un projet, abandonné, de transfert de la gare sur le terrain de l'ancienne caserne Fieschi.
La ligne Paris-Le Havre relie Vernon à Paris-Saint-Lazare en 40 minutes (pour les trajets les plus rapides), à Rouen-Rive-Droite en 35 minutes et à la gare du Havre en 1 heure 30.
La gare de Vernon est aussi le terminus d'une branche de la ligne J du Transilien.

#### Transports urbains
Vernon dispose d'un service de lignes de bus urbaines appelé SN'go. Il se compose de six lignes. Il est géré par la Communauté d'agglomération Seine Normandie Agglomération et exploité par la société Transdev Normandie Val de Seine (Transports du Val-de-Seine (TVS).
Les six lignes du réseau convergent à République, la gare routière, où des correspondances avec les lignes départementales sont possibles.

#### Transport fluvial

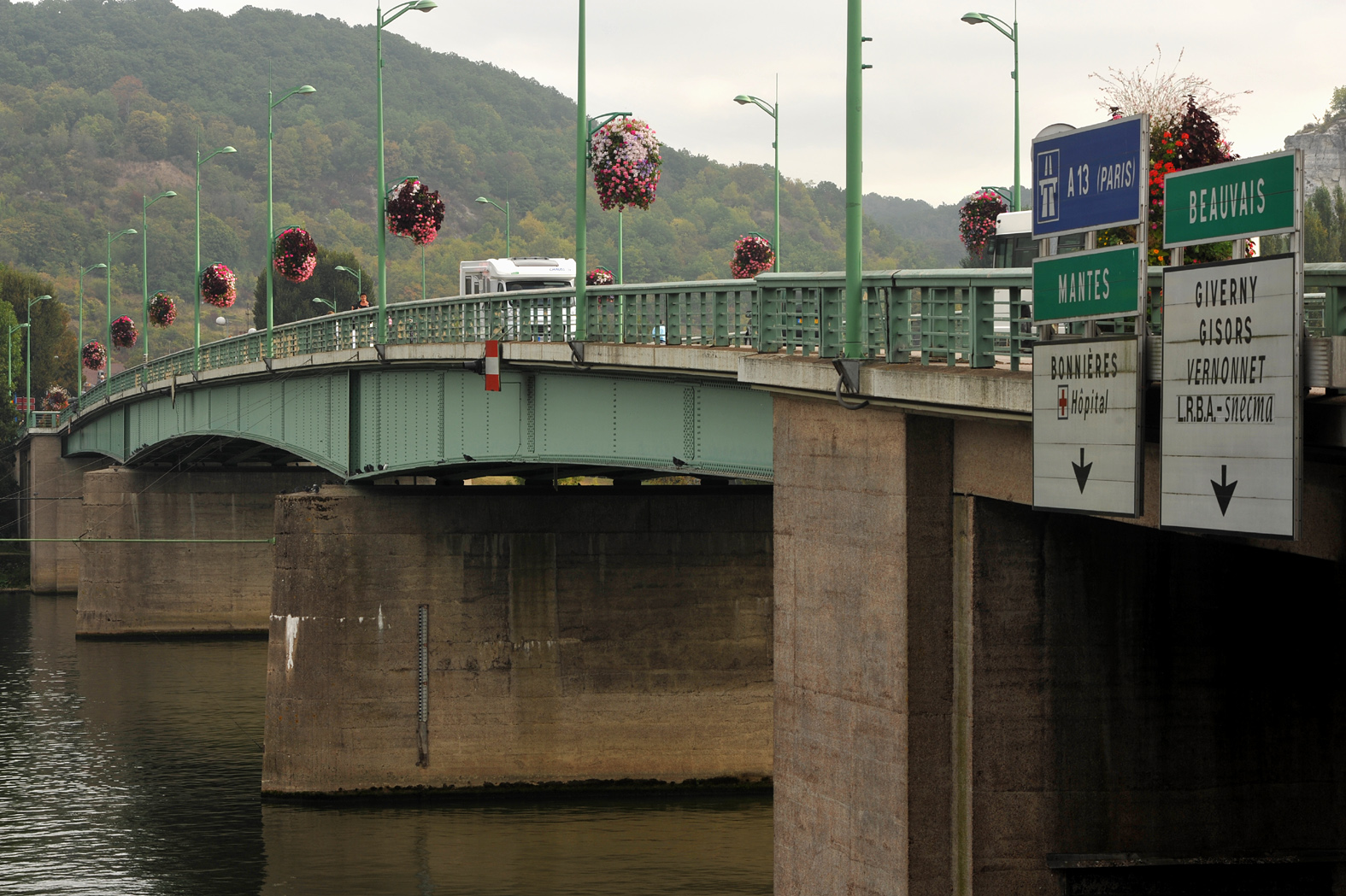
Pont Clemenceau.

La ville dispose d'infrastructures techniques limitées consistant en un ponton, l'embarcadère Penthièvre, fixé quasiment au pied du pont Clemenceau. C'est la proximité de Giverny qui explique cet arrêt de bateaux de croisiéristes à Vernon et de la courte distance qui sépare la ville du Musée des impressionnistes. La communauté d'agglomération fait en sorte de répondre aux besoins en évolution liés à cette niche économique porteuse.

## Toponymie
Le nom de la localité est mentionné sous les formes de Vernum entre 1027 et 1031 (Archives Seine-Maritime, 14 H 805),, Vernun en 1190 (charte de Richard Cœur de Lion), Vernonensi (adjectif) entre 1029 et 1035 (Fauroux 80, 83), de Vernono en 1053 (Fauroux 130), de Vernone en 1060 (Fauroux 147), Vennon en 1377 (mandement de Charles V), Vernon-sur-Seine en 1828 (Louis Du Bois),,.
Le -m final de l'attestation la plus ancienne pourrait constituer la trace d'une formation celtique en -mago- (-magus) « plaine, marché », et qui explique un certain nombre de terminaison en -on / -un dans la toponymie française. Cependant une formation fondée sur le suffixe celtique -o / -one est également possible comme pour les autres Vernon, si l'on exclut la forme de 1027-1031. Le premier élément Vern- représente la fixation toponymique du thème vern du gaulois *uerno- signifiant « aulne » cf. français verne « aulne noir » ; occitan vern « aulne » ; breton gwern « aulne, marais » ; irlandais fern « aulne ». Il se retrouve dans les nombreux composés et dérivés : Verneuil, dont Verneuil-sur-Avre (Eure, Vernoilum vers 1030) ; Verneusses (Eure, Vernuciis 1050) ; Vernie (Sarthe, Vernigo 732 de *Vernicum) ; Vernou (Indre-et-Loire, Vernao VIe siècle de *Vernavum), mais aussi en emploi autonome, par exemple : Ver-sur-Mer (Calvados, Vernum 1066),.
Dérivé : Vernonnet (Vernoinel vers 1065) « petit Vernon », hameau sur la rive droite de Vernon
Le nom de Vernon signifie alors, soit « la plaine des aulnes » ou « la plaine marécageuse » par extension (sens aussi du breton gwern), soit « l'endroit planté d'aulnes », qualificatifs qui décrivent bien la géographie de Vernon, dont les plaines alentour étaient encore plantées de nombreux aulnes et marécageuses, avant le remplacement d'une partie de ces arbres par des peupliers hybrides et des travaux d'assèchement.

## Histoire

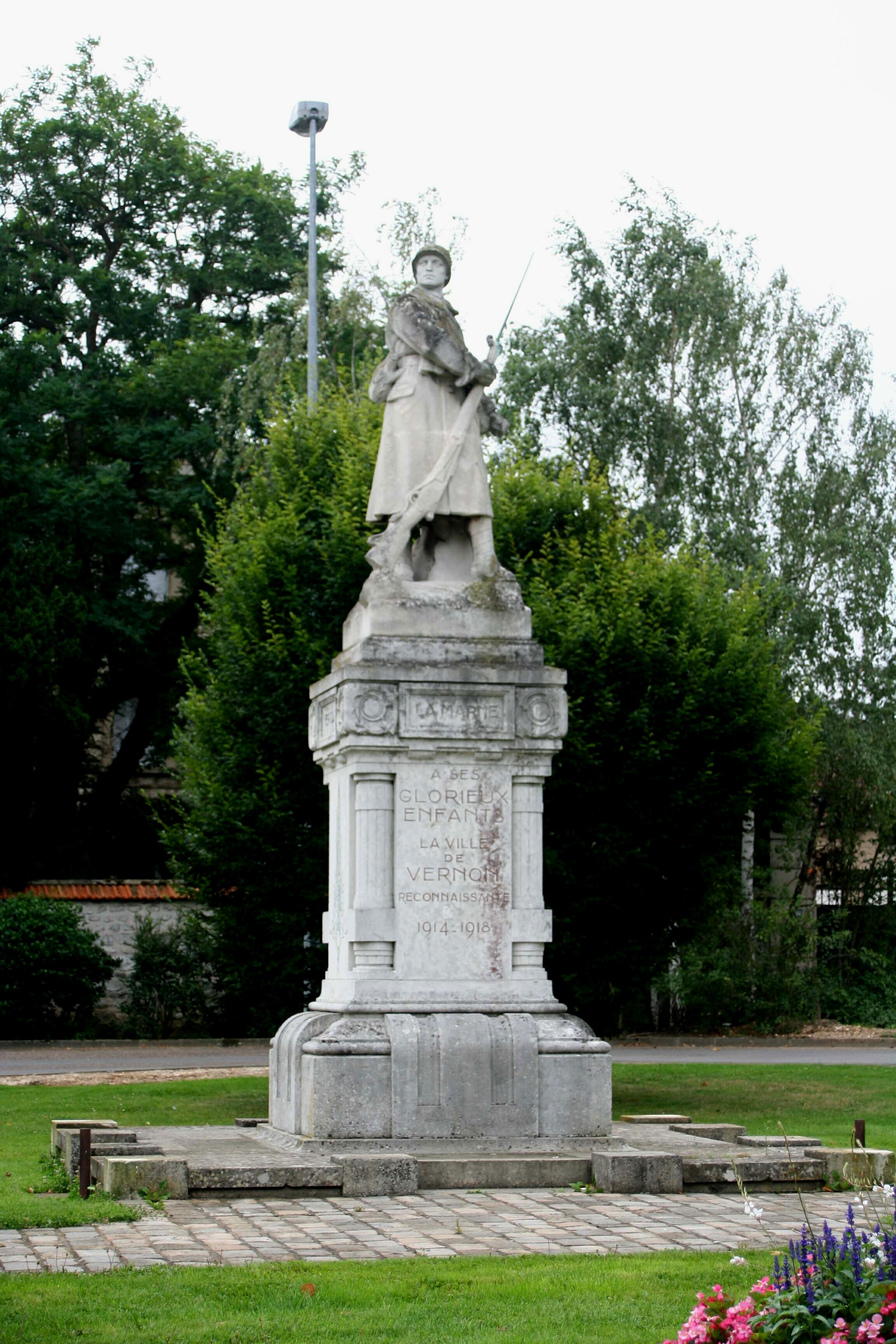
Le Monument aux morts.

La place Charles-De-Gaulle.

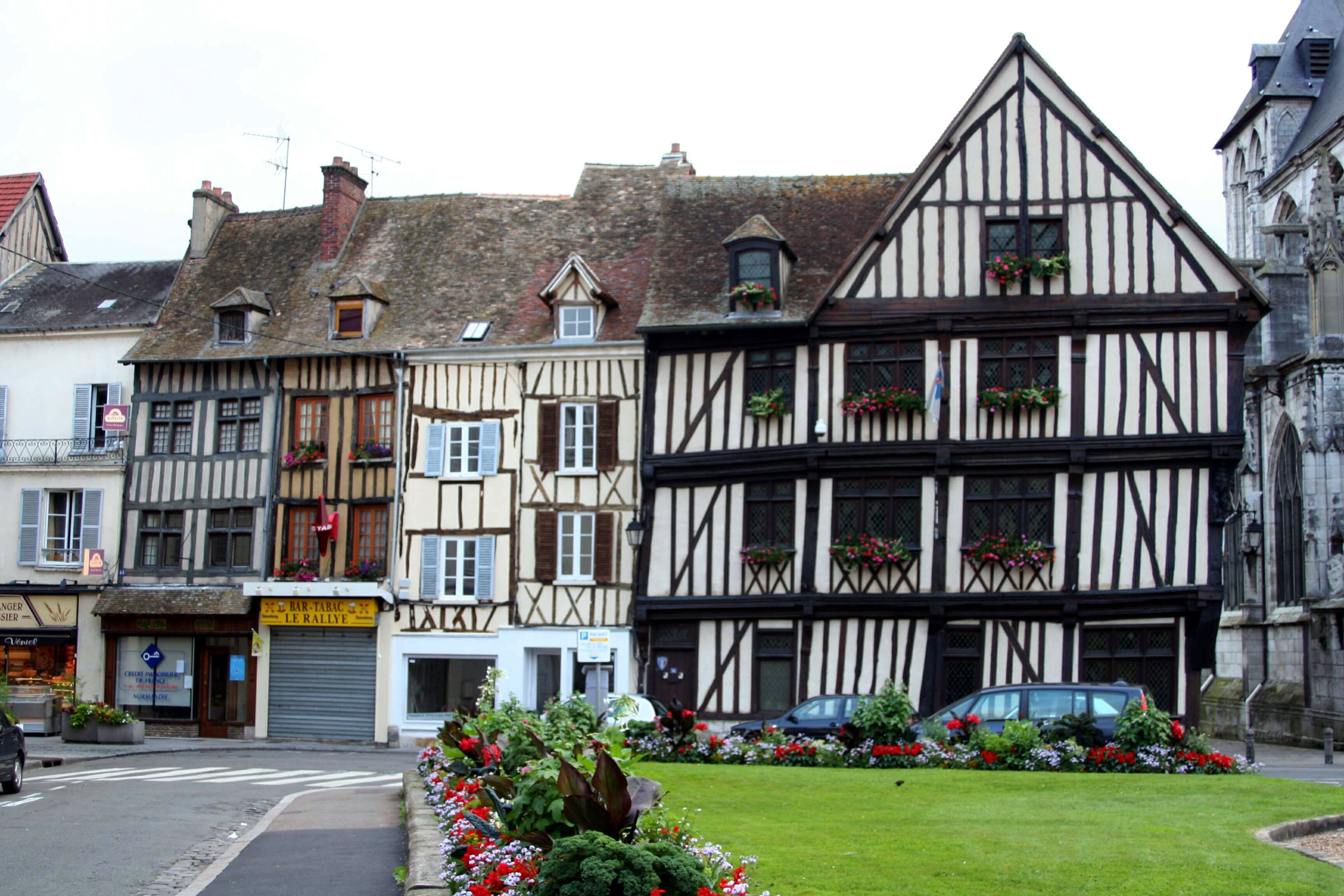
La place Barette.

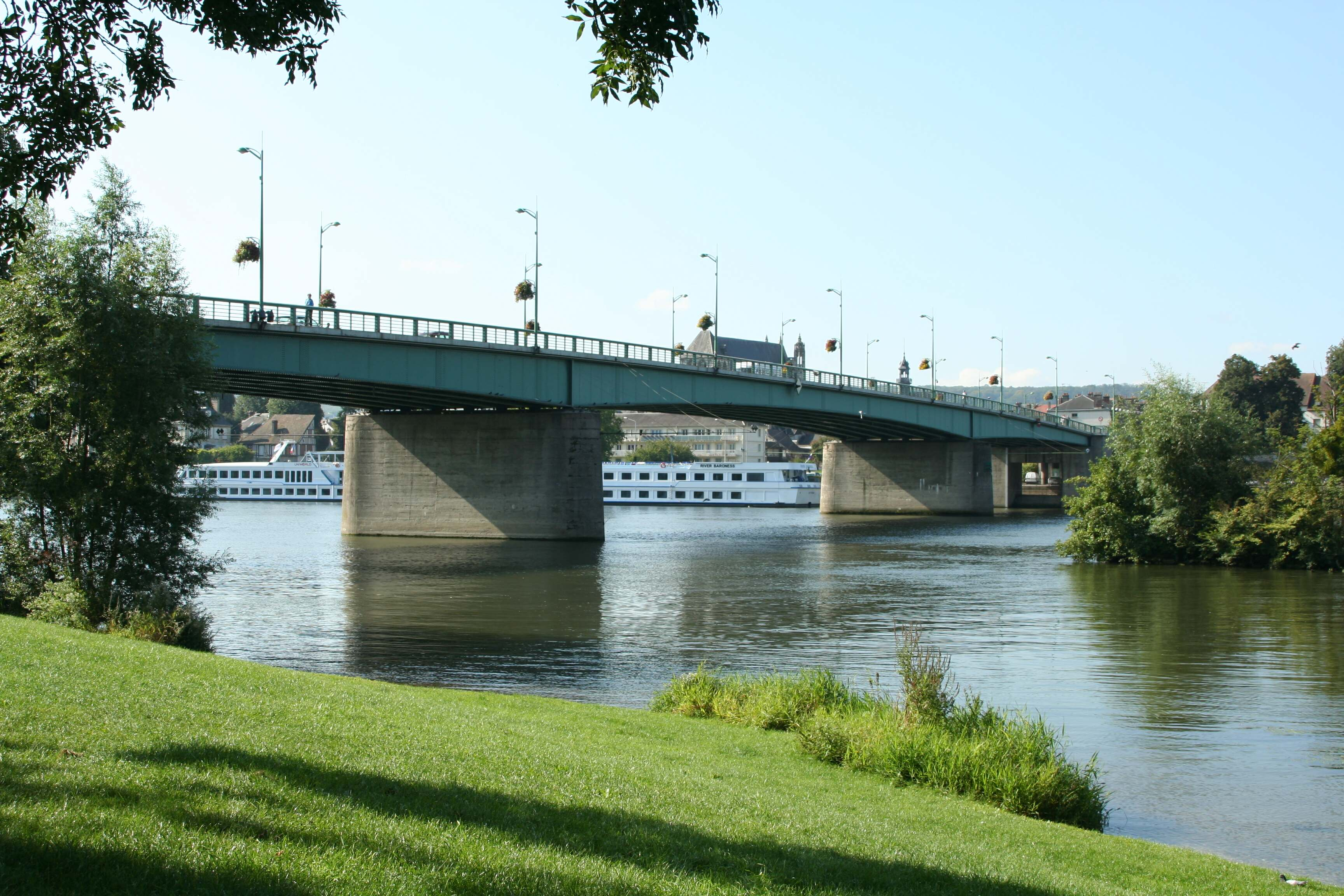
Le pont Clemenceau.

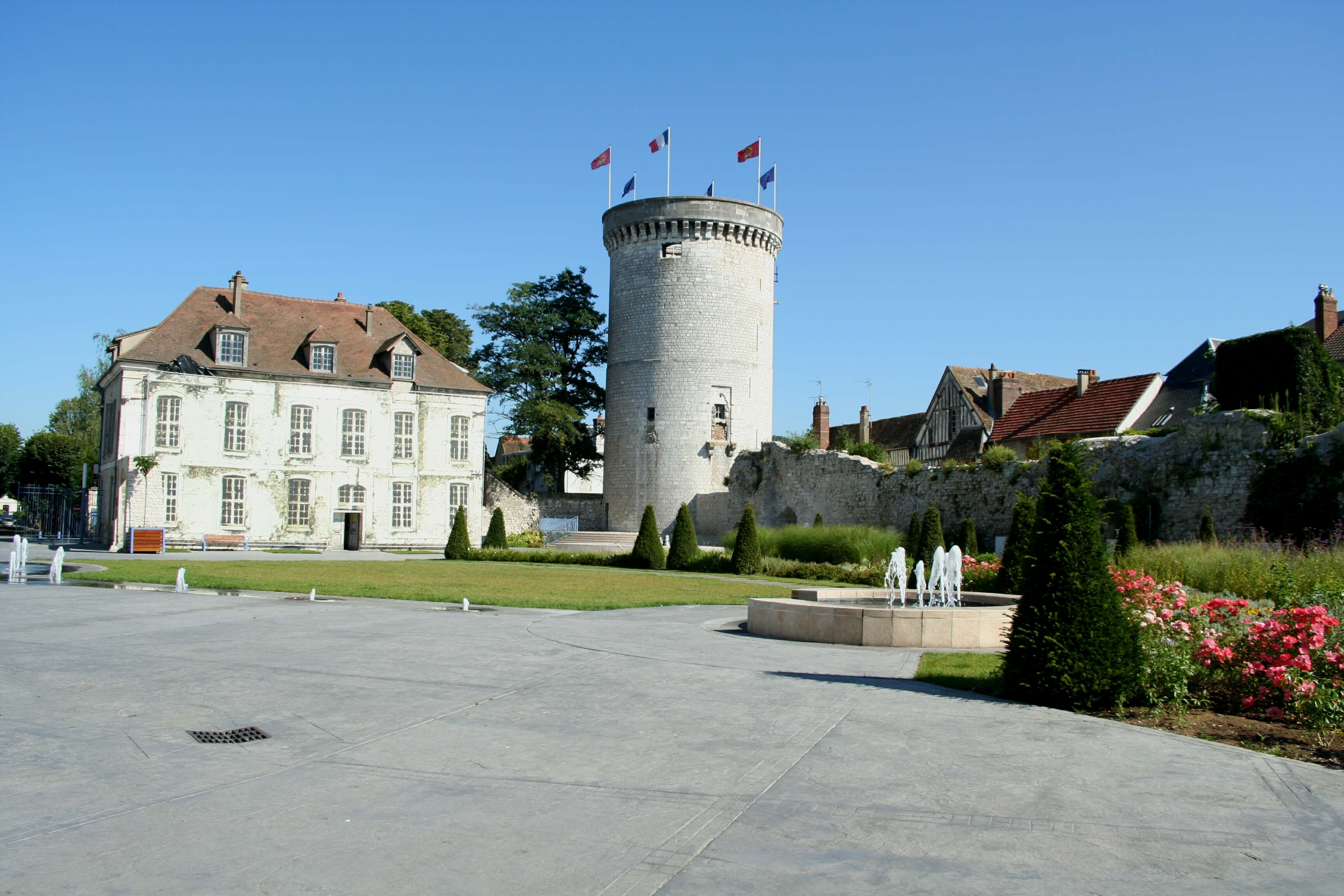
Le jardin des Arts.

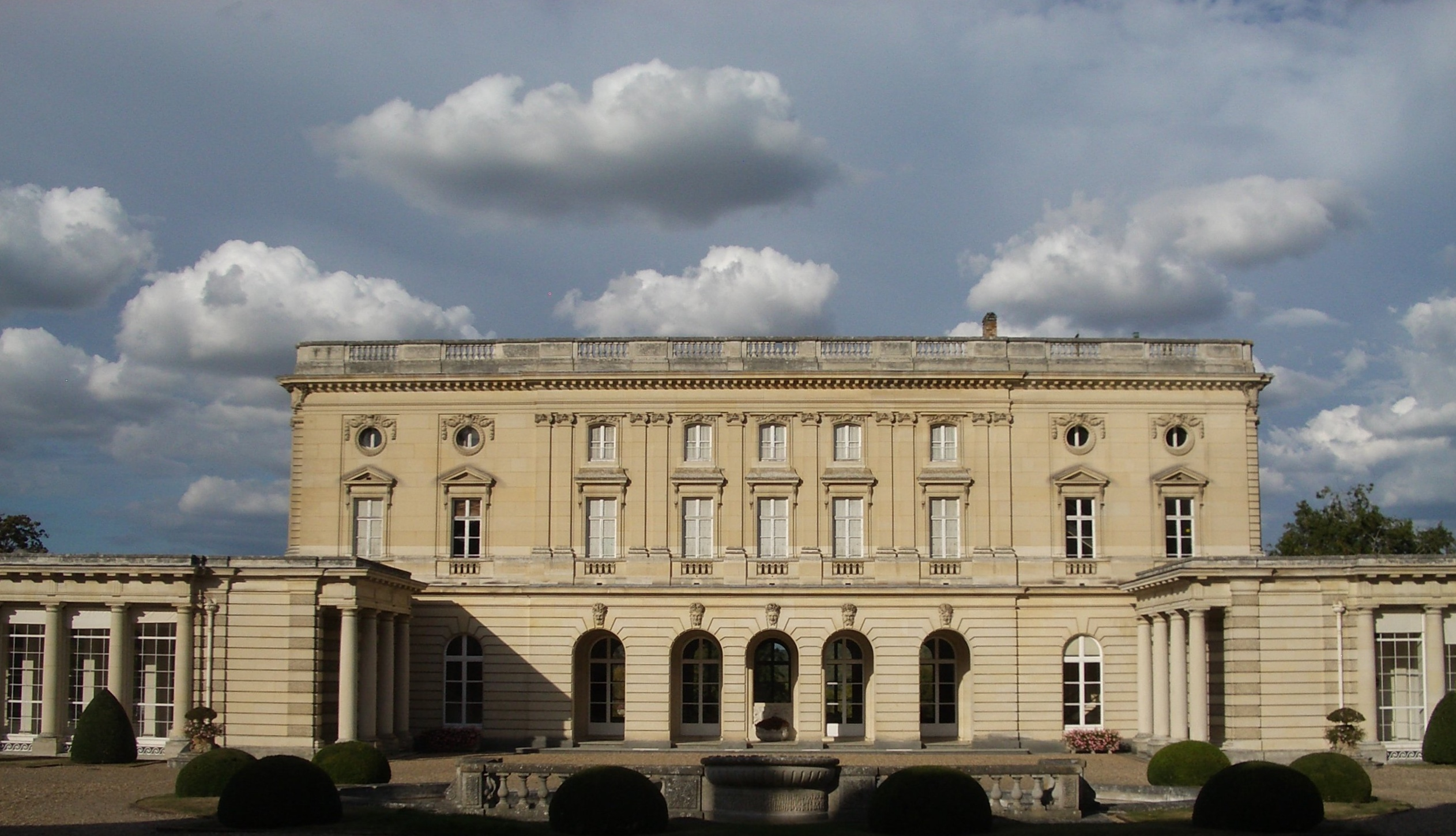
Le château de Bizy.

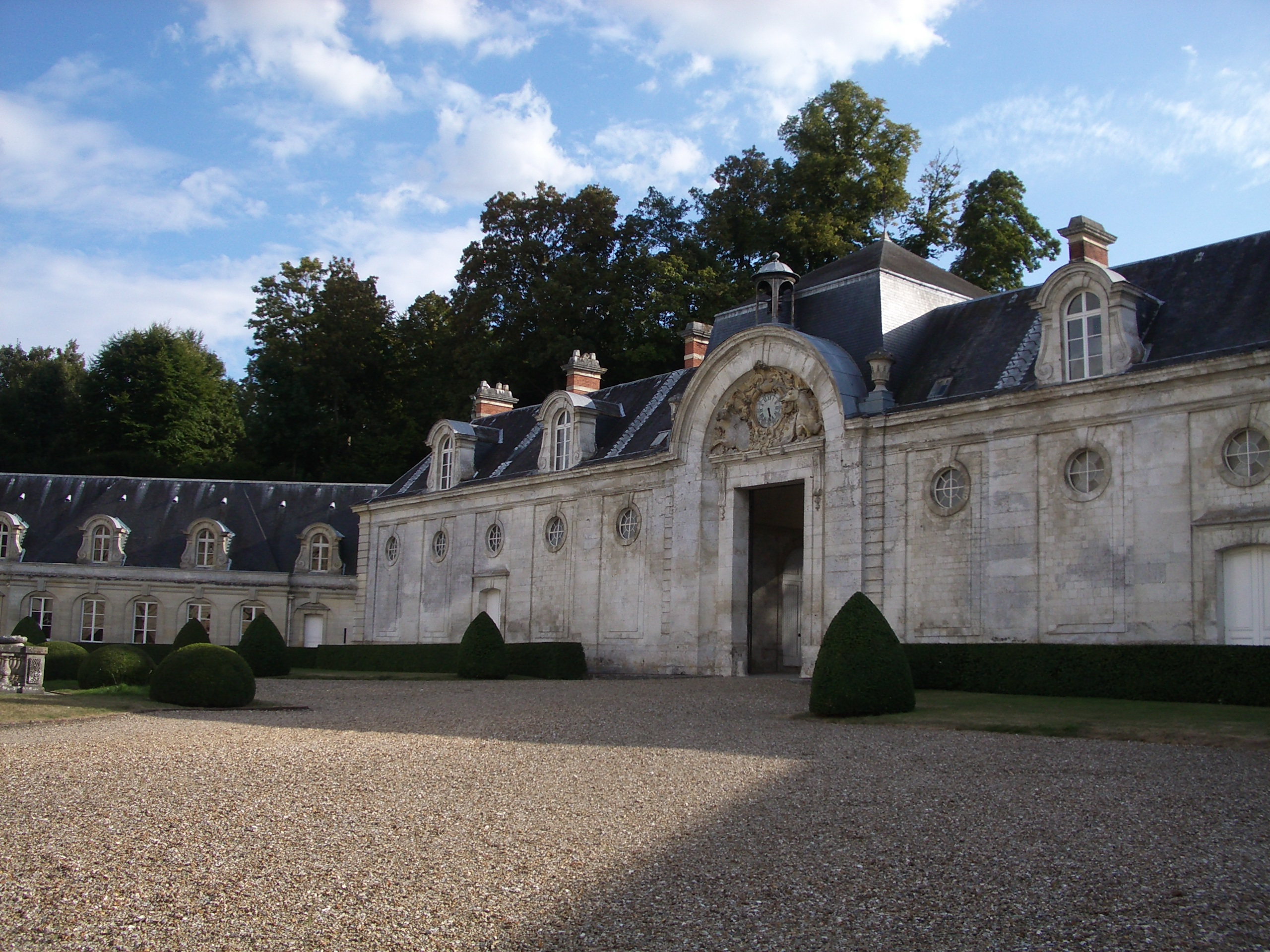
Le château de Bizy et ses écuries.

Vernon a une origine ancienne attestée par des vestiges préhistoriques, celtiques, gallo-romains et mérovingiens. Elle devient une ville militaire importante après la constitution du duché de Normandie.

### Antiquité
Les vestiges de l'important oppidum des Véliocasses sont situés à l'écart du site de l'actuelle Vernon sur un éperon rocheux de Vernonnet (rive droite de la Seine).

Des fouilles archéologiques ont mis en évidence trois phases distinctes dans la construction de son rempart : un murus gallicus, puis deux aménagements d'un rempart de type « Fécamp », dit aussi de type « belge ». Le site a semble-t-il été occupé dès le IIe siècle av. J.-C. jusqu'au cours de l'époque gallo-romaine. On a trouvé les fragments d'une des plus anciennes cottes de mailles de facture celtique, comme à Ciumești et Pergame.

### Moyen Âge
La ville mentionnée pour la première fois en l'an 750 par Pépin le Bref, sera ravagée par les Vikings en 845.
Le 11 juillet 911, Vernon devient un poste frontière à la suite du traité de Saint-Clair-sur-Epte entre Charles le Simple et Rollon. En 1045, Guillaume II de Normandie donne à son cousin Gui de Brionne son domaine de Vernon. Sorti vainqueur de la bataille du Val-ès-Dunes, le même Guillaume transfère, en 1050, Vernon à Richard de Reviers qui dès lors se fait appeler Richard de Vernon. Ce dernier accompagnera Guillaume, en 1066, lors de sa conquête de l'Angleterre.
Ville frontière en aval du confluent de la Seine et de l'Epte, entre le duché de Normandie et le royaume de France, à l'intersection des routes de Paris à Rouen et d'Évreux à Breteuil, elle est ceinte d'un premier rempart à l'époque de Guillaume le Conquérant.
En 1052, la collégiale Notre-Dame de Vernon, détruite entre 1047 et 1050, est relevée de ses ruines par Guillaume de Vernon. C'est probablement à Vernon que naît, vers 1070, Adjutor de Vernon, fils de Jean comte de Vernon et de Rosamonde de Blaru, bienfaiteur de la ville, qui décèdera, en 1131, à Pressagny.
En 1086, la ville subit les assauts de l'armée française, poussant Henri Beauclerc a faire édifier au début du XIIe siècle une nouvelle enceinte, plus vaste et plus forte, qui s'appuie au nord-ouest sur le château, dans lequel en 1123, il fait ériger une tour carrée. Elle sera néanmoins prise d'assaut en 1139 par le roi Louis VII de France, qui la conservera jusqu'en 1154. Restituée à la Normandie, la ville est reprise par Philippe Auguste en 1191, qui fait modifier les fortifications. À la suite du traité de Gaillon, en 1195, Richard Cœur de Lion cède la ville au Capétien, qui est rattachée au domaine royal. Sous domination française, La ville est de nouveau renforcée comme la tour des archives (ou tour des seize chevaliers), gros donjon bâti par Philippe Auguste dans un angle du château afin de mieux surveiller la ville ou le château des Tourelles à Vernonnet de l'autre côté du fleuve dont il garde le pont, ruiné aujourd'hui, composé de vingt-cinq arches avec un tablier en pierre, qui prenait appui sur l'île du Talus. Des fortifications urbaines, détruites entre 1850 et 1870, il subsiste également la tour dite aux Farines (c. 1140-1150), distante de 80 m de la tour des archives. Le tracé des fortifications est matérialisé aujourd'hui par les boulevards intérieurs : avenues Hugo, Gambetta, Thiers. Philippe Auguste, alors en difficulté face à Richard Cœur de Lion, défaite de Fréteval, bataille de Gisors, conclut une nouvelle trêve temporaire à Vernon en 1199.
Le roi Louis IX séjournera souvent à Vernon. Il s'y arrête trente-deux fois lors de ses déplacements en Normandie. En 1227, il décide la création de l'Hôtel-Dieu et devient patron de cet hôpital.
Au cours de la guerre de Cent Ans, la ville est le théâtre de nombreux et sanglants événements. En 1346, Édouard III d'Angleterre fait incendier la ville[réf. nécessaire] lors de sa chevauchée. Le 22 février 1354, est signé le traité de Mantes au terme duquel Jean II de France cède le Vexin à Charles II de Navarre. En 1356, Vernon est livrée au pillage des hommes du duc de Lancastre et des Navarrais. À la suite du traité de Londres du 24 mars 1359, la ville est cédée aux Anglo-Navarrais.
À la suite de la bataille de Cocherel (16 mai 1364), qui voit la victoire de Du Guesclin sur Jean III de Grailly, Captal de Buch, ce dernier sera emprisonné dans le château de Vernon.
Le 29 mars 1371 a lieu la signature du traité de Vernon entre Charles V de France et Charles le Mauvais. Lors de la deuxième phase de la guerre de Cent Ans, la ville est conquise, en 1415, par les Anglais après le débarquement d'Henri V d'Angleterre qui redevient française, en 1449, à la suite des victoires du roi Charles VII.
En 1452, la ville est choisie comme lieu de réunion des États de Normandie, et c'est à Vernon qu'en 1467, Louis XI et Charles le Téméraire signent une trêve.

### Temps modernes

#### Sous la renaissance
- 1577 : maison à pans de bois, propriété de la famille Le Moine de Belle-Isle, site de l'actuel musée
- 1596 : le 8 octobre, Henri IV est reçu au château de Bizy.
- 1600 : construction du Vieux-Moulin
- 1606 : Henri IV fonde un collège sur l'emplacement de l'actuelle place de Gaulle.

#### Sous le règne de Louis XIII
- 1613 : établissement des Capucins sur un site donné par Jean Jubert, seigneur de Brécourt.
- 1636 : l'évêque d'Évreux, François de Péricard consacre l'église conventuelle.

#### Sous le règne de Louis XIV
- 1658 : inondation de la Seine jusqu'au niveau de la Collégiale.
- 1661 : l'Hôtel-Dieu est érigé en abbaye (chanoinesses de l'ordre augustinien) par le roi Louis XIV[58].

#### Sous le règne de Louis XV
- 1721 : Charles Louis Auguste Fouquet, duc de Belle-Isle, acquiert la seigneurie de la ville.
- 1723 : percement de l'avenue des Capucins (avenue Foch contemporaine dans sa partie comprise entre la ligne ferroviaire de 1843 et la Seine), soit 1,5 km et 560 tilleuls.
- 1740 : agrandissement du château de Bizy.
- 1749 : le 21 septembre, le duc de Belle-Isle reçoit à Bizy la visite de Louis XV et de Madame de Pompadour.

#### Sous le règne de Louis XVI
- 1785 : sur le chemin de retour dans son pays, visite d'adieu de Benjamin Franklin.
- 1788 : le duc de Penthièvre, Louis-Jean-Marie de Bourbon, devient seigneur de la ville.
- 1789 : troubles dans la ville.

### Révolution française et Empire

#### Sous la Révolution française
- 1790 : Pierre Eustache Rigault de Rochefort devient le premier maire de la ville.
- 1792 : Bizy et Gamilly sont rattachés à Vernon.
- 1792 : la famille d'Orléans (Louis-Jean-Marie de Bourbon et Marie-Adélaïde de Bourbon) s'installe au château de Bizy.
- 1793 : le 13 juillet, bataille de Brécourt sur les plateaux du sud, opposant chouans et républicains.

#### Sous le Consulat et l'Empire
- 1800 : construction de l'hôtel Tilly (siège de la succursale de la Banque de France entre 1923 et 2008).
- 1804 : suivant un décret du 14 octobre, Vernonnet est rattachée à Vernon[59].
- 1810 : Napoléon Ier est reçu à Vernon.

### Époque contemporaine

#### Sous la restauration bourbonnienne
- 1816 : un régiment du Train investit l'ancien site du couvent des Capucins.
- 1817 : la duchesse d'Orléans, qui rachète ses biens vendus sous la Révolution au général Lesuire, rentre en possession de Bizy.
- 1825 : le 6 janvier, le maire d'Elbouvile de la Châtre inaugure le buste de Charles X et en laisse un discours mémorable[60]Picturesque tour of the Seine from Paris to the sea, with particulars historical and descriptive,

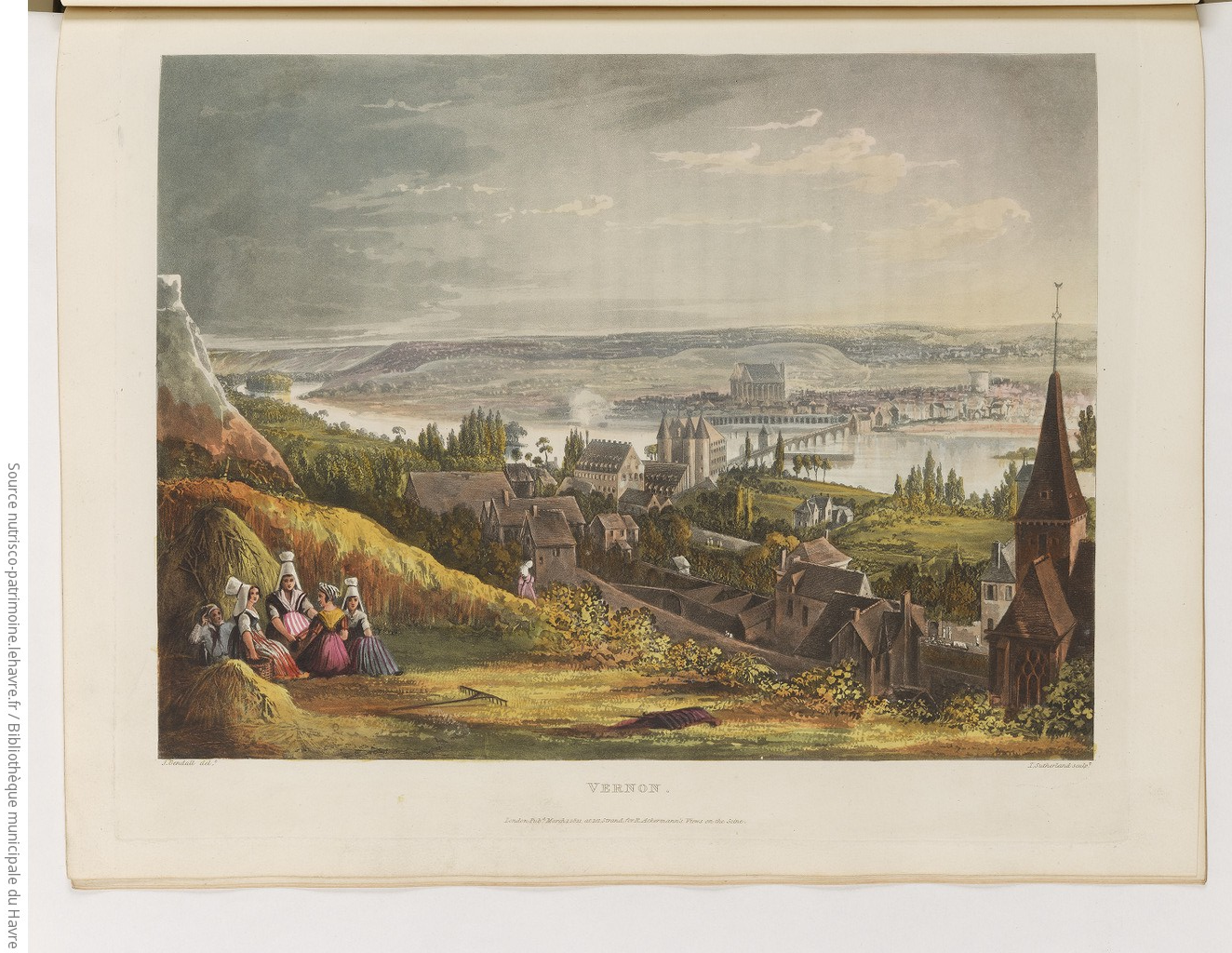
Picturesque tour of the Seine from Paris to the sea, with particulars historical and descriptive,

#### Sous la monarchie de juillet
- 1830 : héritier du château de Bizy, le roi Louis-Philippe fait de nombreux séjours à Vernon.
- 1843 : le 1er mai, inauguration de la ligne Paris – Rouen.

#### De laIIeRépublique au Second Empire
- 1854 : la nomination du deuxième duc d'Albufera en qualité de maire, Napoléon Suchet, marque le début de grands travaux d'urbanisme en centre-ville.
- 1858 : création de l'hôpital Saint-Louis, par transfert d'activité de l'abbaye Hôtel-Dieu, rasée.
- 1858 : les biens de la maison d'Orléans, confisqués par Napoléon III, sont mis aux enchères à Bizy.
- 1859 : début de construction du pont Napoléon traversant la Seine, en double du pont médiéval.
- 1860 : inauguration de la rue d'Albufera, percée pour relier la place d'Évreux au pont Napoléon .
- 1861 : consécration de l'église Saint-Nicolas à Vernonnet. Inauguration du pont Napoléon, le 19 mai.
- 1862 : création de la bibliothèque de la ville.
- 1869-1870 : aménagement d'un viaduc ferroviaire sur la Seine de la ligne Gisors – Pacy-sur-Eure.

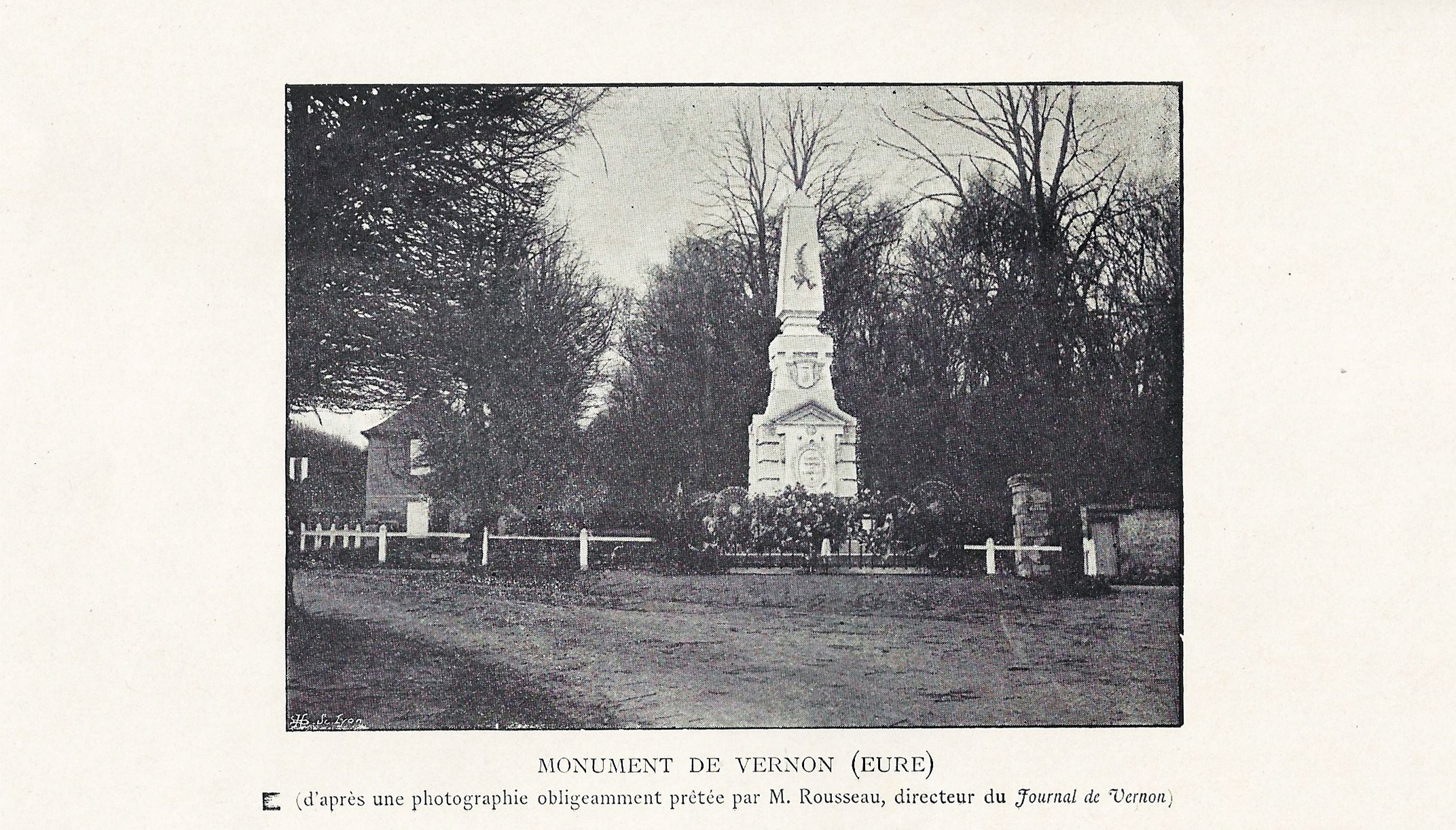
Monument élevé au sacrifice des gardes mobiles de l'Ardèche en 1870.

- 1870 : la ville est défendue par des gardes mobiles de l'Ardèche qui se sacrifient les 22 et 26 novembre.
- 1870 : le 15 octobre, le pont médiéval et le pont Napoléon sont détruits.

#### LaIIIeRépublique
- 1871 : le 14 août, le conseil municipal décide de rebaptiser l'avenue d'Ivry en Avenue de l'Ardèche[61].
- 1873 : le 26 novembre, inauguration du monument aux Mobiles de l'Ardèche[62].
- 1875 : le 26 septembre, Patrice de Mac Mahon, maréchal de France et président de la République française séjourne à l'hôtel d'Évreux pendant plusieurs jours afin de préparer les grandes manœuvres de la troisième armée.
- 1875 : un train à bord duquel voyage Élisabeth de Wittelsbach, dite Sissi, impératrice d'Autriche et reine de Hongrie, fait une halte en gare.
- 1881-1882 : les services des postes et télégraphes investissent un bâtiment qui leur est spécialement construit par l'architecte voyer Gouchot[63], place d'Évreux. Une nouvelle poste est érigée en 1969.
- 1883 : Claude Monet peint six toiles de la collégiale Notre-Dame de Vernon jusqu'en 1894.
- 1895 : le 10 septembre, inauguration du nouvel hôtel de ville par Adolphe Barette, maire.
- 1897 : première séance de cinématographe au théâtre de Vernon.
- 1910 : la crue de la Seine atteint la cité en janvier.
- 1923 : ouverture d'une succursale de la Banque de France.
- 1930 : construction de la salle des fêtes et du tribunal de justice.

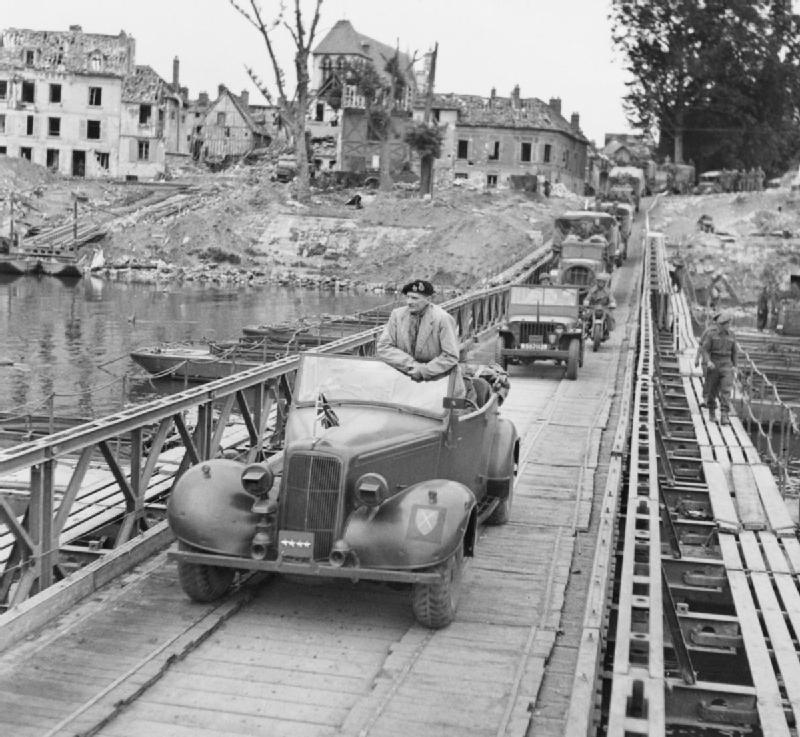
Montgomery traverse la Seine, septembre 1944.

- 1940 : la ville est bombardée par l'aviation allemande les 8 et 9 juin 1940, provoquant l'incendie de nombreux quartiers et 47 tués. Les Allemands de la 46e division d'infanterie du Generalleutnant Paul von Hase franchissent la Seine à Vernon la nuit du 9 au 10 juin 1940, bien que le pont ait sauté. L'occupation commence pour plus de quatre ans.

#### Sous l'occupation allemande
- 1943 : création du collège et lycée Saint-Adjutor.
- 1944 : Le 26 mai, le 5 juin, le 24 juillet, le 3 août et la nuit du 7 au 8 août 1944, la ville est à nouveau bombardée, mais par l'aviation des Alliés.

#### Du gouvernement provisoire à laIVeRépublique
- 1944 : le 7 mai, destruction du viaduc ferroviaire lors des bombardements. Le 25 août, libération de la ville par les troupes britanniques.
- 1946 : le laboratoire de recherches balistiques et aérodynamiques (LRBA), établissement de la DGA, développa ses activités entre 1946 (scission en 1970 des activités industrielles et apport à la SEP) et 2012.
- 1954 : le 23 août, à une heure du matin, un commerçant de la ville, Bernard Miserey, voit dans le ciel de Vernon, au-dessus de la rive nord de l'Eure, un gigantesque cigare vertical. Du bas de l'objet part un disque horizontal très lumineux qui, à forte vitesse tombe dans le fleuve. La chose se produit par quatre fois, durant près d'une heure. D'autres témoins viennent déposer au commissariat et ont confirmé ses dires. L'événement n'a jamais été explicité[64].
- 1955 : inauguration du pont Clemenceau (axe identique à celui du pont Napoléon).

#### La Cinquième République

##### Sous la présidence du général de Gaulle
- 1963 : Reconstruction de l'hôpital Saint-Louis.
- 1966 : Création de la cité scolaire lycée Georges-Dumézil, inaugurée le 23 septembre 1967.
- 1967 : Électrification de la ligne SNCF.
- 1968 : Début de construction des quartiers Valmeux-Blanchères-Boutardes. L'avenue Thiers est rebaptisée Pierre-Mendès-France[65].

##### Sous la présidence de François Mitterrand
- 1983 : Première édition de la Foire aux cerises. Inauguration du musée Alphonse-Georges-Poulain.
- 1988 : Le 18 octobre, visite de François Mitterrand.
- 1992 : Ouverture de l'espace culturel Philippe-Auguste.
- 1994 : Fanny Ardant, Gérard Depardieu sont venus tourner le film Le Colonel Chabert d'Yves Angelo dans l'enceinte du château de Bizy.

##### Sous la présidence de Jacques Chirac
- 1996 : Le 30 juin, visite d'Hillary Clinton dans la commune après l'inauguration du musée d'Art américain de Giverny.
- 1998 : Fermeture du quartier Colonel-Fieschi (dénomination post Seconde Guerre mondiale).
- 2003 : Vernon intègre la communauté d'agglomération des Portes de l'Eure. Du 2 au 11 mai, salon international du pastel. Inauguration de l'Aquaval. Destruction de l'ancienne salle des fêtes et du tribunal[66].
- 2004 : Le 16 janvier, visite de Jean-Louis Borloo afin de restructurer les Boutardes. Le 29 janvier, visite d'Alain Lambert. Création du Vernon Plage sur le site de l'ancienne piscine d'été.
- 2006 : Le 26 janvier, inauguration du nouveau commissariat de police par Nicolas Sarkozy. Le 13 juillet, inauguration du jardin des Arts.
- 2007 : Le 18 septembre, visite de Sharon Stone, suivie, le 19, de l'empereur du Japon Akihito.

##### Sous la présidence de Nicolas Sarkozy
- 2008 : Le 15 juin, visite de Laura Bush.
- 2009 : Le 16 mars, visite de Bruno Le Maire.
- 2010 : Le 6 août, visite de Woody Allen, Rachel McAdams, Owen Wilson et Adrien Brody lors du tournage de son film Minuit à Paris à Giverny. En août, tournage du téléfilm Une partie de campagne avec Cristiana Reali et Patrick Chesnais dans le centre historique. En septembre, inauguration d'un bureau de poste à Vernonnet. Le 14 décembre, visite de Nicolas Sarkozy, Bruno Le Maire, Valérie Pécresse, Éric Besson et Louis Gallois à Snecma.

##### Évolution récente
- 2018-2021 : Construction de l'éco-quartier Fieschi à la place d'une ancienne caserne de l'armée de terre[67].
- 2020 : le 13e concours européen d'architecture « Europan » a lieu à Vernon[68].
- 2023 : Ouverture du cinéma dans le quartier Fieschi à la place de l'ancienne papeterie[69].
- 2023 : « Plan façade » : rénovation de façades des vieilles maisons du centre ville[70].
- 2024 : projet de mise en place d'une brigade de commandement spécialisée pour la sécurité nucléaire auprès de la gendarmerie de Vernon[71].

## Politique et administration

### Rattachements administratifs et électoraux
Rattachements administratifs
La commune se trouve dans l'arrondissement d'Évreux du département de l'Eure.
Elle était de 1793 à 1981 le chef-lieu du canton de Vernon, année où celui-ci est scindé et la ville répartie entre les cantons de Vernon-Nord et de Vernon-Sud. Dans le cadre du redécoupage cantonal de 2014 en France, cette circonscription administrative territoriale a disparu, et le canton n'est plus qu'une circonscription électorale.
Rattachements électoraux
Pour les élections départementales, la commune est depuis 2014 le bureau centralisateur du canton de Vernon.
Pour l'élection des députés, elle fait partie de la cinquième circonscription de l'Eure.

### Intercommunalité
Vernon était la ville principale de la communauté d'agglomération des Portes de l'Eure (CAPE), un établissement public de coopération intercommunale (EPCI) à fiscalité propre créé en 2003 et auquel la commune avait transféré un certain nombre de ses compétences, dans les conditions déterminées par le code général des collectivités territoriales.
Dans le cadre des dispositions de la loi portant nouvelle organisation territoriale de la République (Loi NOTRe) du 7 août 2015, qui prévoit que les établissements publics de coopération intercommunale (EPCI) à fiscalité propre doivent avoir un minimum de 15 000 habitants, celle-ci fusionne avec de petites intercommunalités pour former, le 1er janvier 2017, la communauté d'agglomération dénommée Seine Normandie Agglomération (SNA), dont la ville est désormais le siège.

### Tendances politiques et résultats

#### Récapitulatif de résultats électoraux récents
| Scrutin             | 1er tour | 1er tour | 1er tour | 1er tour | 1er tour | 1er tour | 1er tour | 1er tour | 1er tour | 1er tour | 1er tour | 1er tour | 2d tour        | 2d tour        | 2d tour        | 2d tour        | 2d tour        | 2d tour        | 2d tour            | 2d tour            | 2d tour            | 2d tour            | 2d tour            | 2d tour            |
| Scrutin             | 1er      | 1er      | %        | 2e       | 2e       | %        | 3e       | 3e       | %        | 4e       | 4e       | %        | 1er            | 1er            | %              | 2e             | 2e             | %              | 3e                 | 3e                 | %                  | 4e                 | 4e                 | %                  |
| ------------------- | -------- | -------- | -------- | -------- | -------- | -------- | -------- | -------- | -------- | -------- | -------- | -------- | -------------- | -------------- | -------------- | -------------- | -------------- | -------------- | ------------------ | ------------------ | ------------------ | ------------------ | ------------------ | ------------------ |
| Municipales 2014    |          | UMP      | 31,84    |          | SE       | 26,46    |          | PS       | 17,05    |          | FN       | 10,88    |                | UMP            | 45,44          |                | SE             | 28,37          |                    | PS                 | 17,05              |                    | FN                 | 9,13               |
| Européennes 2014    |          | UMP      | 25,51    |          | FN       | 21,84    |          | PS       | 11,17    |          | UDI      | 11,12    | Tour unique    | Tour unique    | Tour unique    | Tour unique    | Tour unique    | Tour unique    | Tour unique        | Tour unique        | Tour unique        | Tour unique        | Tour unique        | Tour unique        |
| Régionales 2015     |          | UDI      | 34,54    |          | FN       | 23,74    |          | PS       | 21,24    |          | EELV     | 7,51     |                | UDI            | 43,91          |                | PS             | 33,09          |                    | FN                 | 23,00              | Pas de 4e          | Pas de 4e          | Pas de 4e          |
| Présidentielle 2017 |          | EM       | 26,39    |          | LR       | 20,56    |          | LFI      | 20,00    |          | FN       | 17,70    |                | EM             | 71,42          |                | FN             | 28,58          | Pas de 3e ni de 4e | Pas de 3e ni de 4e | Pas de 3e ni de 4e | Pas de 3e ni de 4e | Pas de 3e ni de 4e | Pas de 3e ni de 4e |
| Législatives 2017   |          | LREM     | 33,76    |          | LR       | 20,28    |          | FN       | 11,30    |          | LFI      | 10,51    |                | LREM           | 70,09          |                | FN             | 29,91          | Pas de 3e ni de 4e | Pas de 3e ni de 4e | Pas de 3e ni de 4e | Pas de 3e ni de 4e | Pas de 3e ni de 4e | Pas de 3e ni de 4e |
| Européennes 2019    |          | LREM     | 25,95    |          | RN       | 19,89    |          | EELV     | 14,62    |          | LR       | 8,37     | Tour unique    | Tour unique    | Tour unique    | Tour unique    | Tour unique    | Tour unique    | Tour unique        | Tour unique        | Tour unique        | Tour unique        | Tour unique        | Tour unique        |
| Municipales 2020    |          | DVD      | 66,37    |          | EELV     | 15,58    |          | PS       | 15,33    |          | LO       | 2,70     | Pas de 2d tour | Pas de 2d tour | Pas de 2d tour | Pas de 2d tour | Pas de 2d tour | Pas de 2d tour | Pas de 2d tour     | Pas de 2d tour     | Pas de 2d tour     | Pas de 2d tour     | Pas de 2d tour     | Pas de 2d tour     |
| Régionales 2021     |          | TdP      | 38,82    |          | LC       | 19,37    |          | PS       | 16,67    |          | RN       | 15,82    |                | TdP            | 39,93          |                | LC             | 25,49          |                    | PS                 | 19,75              |                    | RN                 | 14,8               |
| Présidentielle 2022 |          | LREM     | 29,84    |          | LFI      | 28,15    |          | RN       | 17,64    |          | REC      | 6,94     |                | LREM           | 66,84          |                | RN             | 33,16          | Pas de 3e ni de 4e | Pas de 3e ni de 4e | Pas de 3e ni de 4e | Pas de 3e ni de 4e | Pas de 3e ni de 4e | Pas de 3e ni de 4e |
| Législatives 2022   |          | ENS      | 39,24    |          | NUPES    | 26,64    |          | RN       | 15,18    |          | REC      | 5,47     |                | ENS            | 67,61          |                | RN             | 32,39          | Pas de 3e ni de 4e | Pas de 3e ni de 4e | Pas de 3e ni de 4e | Pas de 3e ni de 4e | Pas de 3e ni de 4e | Pas de 3e ni de 4e |

### Administration municipale
Le nombre d'habitants au dernier recensement étant compris entre 20 000 et 29 999, le nombre de membres du conseil municipal est de 35.

### Liste des maires
| Période      | Période                    | Identité              | Étiquette     | Qualité |
| ------------ | -------------------------- | --------------------- | ------------- | --- |
| 22 août 1944 | 1946                       | Albert Poutot         | Albert Poutot | |
| 1946         | mars 1977                  | Georges Azémia,       | SFIO          | Journaliste Conseiller général de Vernon (1945 → 1982) |
| mars 1977    | octobre 1980               | Lucien Pommier        | PCF           | Démissionnaire |
| octobre 1980 | mars 1983                  | Georges Azémia        | PS            | Journaliste Conseiller général de Vernon (1945 → 1982) |
| mars 1983    | mars 2001                  | Jean-Claude Asphe,    | RPR           | Directeur commercial Conseiller général de Vernon-Sud (1982 → 1993) Député de l'Eure (5e circ.) (1993 → 1997) Conseiller régional de Haute-Normandie (1986 → 1988)                                                                                                   |
| mars 2001    | mars 2008                  | Jean-Luc Miraux       | UMP           | Sénateur de l'Eure (1998 → 2008) Maire de Pacy-sur-Eure (1983 → 2001) Président de la CA des Portes de l'Eure (2003 → 2008) |
| mars 2008    | 2014                       | Philippe Nguyen Thanh | PS            | |
| 2014         | 2015                       | Sébastien Lecornu     | UMP → LR      | Chef d'entreprise Conseiller départemental de Vernon (2015 → ) Démissionnaire à la suite de son élection comme président du conseil départemental de l'Eure |
| 2015         | En cours (au 30 juin 2023) | François Ouzilleau    | LR puis DVD   | Conseiller régional de Normandie (2015 → ) Vice-président de la CA Seine Normandie Agglomération (2020 → ) Conseiller régional de Normandie (2015 → ) Président du conseil de surveillance du centre hospitalier Eure Seine (2020 → ) Réélu pour le mandat 2020-2026 |

### Distinctions et labels
En 2016, la commune détient le label « Ville Internet @@@@ ».
En 2017, la commune a été labellisée « 3 fleurs » par le Conseil national de villes et villages fleuris de France.

### Outils de démocratie participative
Un conseil municipal des jeunes (CMJ) a été mis en place en décembre 2004. Il est composé de trente-six enfants de neuf à treize ans élus par d’autres enfants. Les élections sont organisées dans les classes de CM2 et 6e de la ville. Ces jeunes conseillers sont répartis en quatre commissions, sport-loisirs-culture, environnement, vie scolaire-sécurité et solidarité. Le CMJ a pour objet de favoriser l’implication des jeunes dans la commune et de leur permettre d’échanger des idées et de développer des projets[réf. nécessaire].

### Jumelages
- Arcos de Valdevez (Portugal) ;
- Massa (Italie) ;
- Bad Kissingen (Allemagne) ;
- Ceuta (Espagne) ;
- Oued Zem (Maroc).

## Équipements et services publics

### Enseignement

#### École maternelles publiques
- École Arc-en-Ciel
- École Marie-Jo-Besset
- École Maxime-Marchand
- École du Moussel
- École du Parc
- École Les Nymphéas
- École de la République
- École du Vieux-Château

#### Écoles élémentaires publiques
- École Arc-en-Ciel 1
- École Arc-en-Ciel 2
- École du Centre
- École Château-Saint-Lazare
- École Maxime-Marchand
- École du Moussel
- École du Parc
- École Pierre-Bonnard

#### École primaire publique
- École François-Mitterrand

#### Collèges publics
- Collège Cervantès
- Collège César-Lemaitre
- Collège Ariane

#### Lycées publics

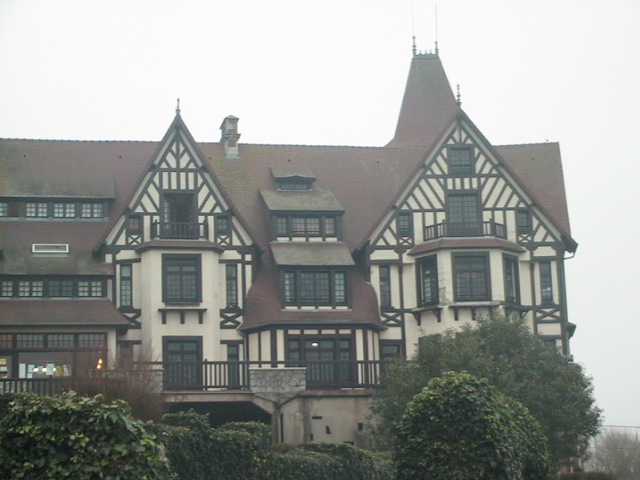
Établissement Saint-Adjutor.

- Lycée général et technologique Georges-Dumézil
- Lycée professionnel Georges-Dumézil

#### Écoles privées
- Établissement Saint-Adjutor
- Jeanne-d'Arc
- Lycée professionnel Sainte-Agnès

### Santé et services sociaux
- Le centre hospitalier intercommunal Eure-Seine (ex-hôpital Saint-Louis) est un pôle sanitaire implanté sur les deux sites de Vernon et d'Évreux.

## Population et société

### Démographie

#### Évolution démographique
L'évolution du nombre d'habitants est connue à travers les recensements de la population effectués dans la commune depuis 1793. Pour les communes de plus de 10 000 habitants les recensements ont lieu chaque année à la suite d'une enquête par sondage auprès d'un échantillon d'adresses représentant 8 % de leurs logements, contrairement aux autres communes qui ont un recensement réel tous les cinq ans,.

En 2022, la commune comptait 24 841 habitants, en évolution de +4,79 % par rapport à 2016 (Eure : −0,25 %, France hors Mayotte : +2,11 %).
| 1793  | 1800  | 1806  | 1821  | 1831  | 1836  | 1841  | 1846  | 1851  |
| ----- | ----- | ----- | ----- | ----- | ----- | ----- | ----- | ----- |
| 4 029 | 5 202 | 4 793 | 4 812 | 4 888 | 5 301 | 6 128 | 5 204 | 6 463 |

| 1856  | 1861  | 1866  | 1872  | 1876  | 1881  | 1886  | 1891  | 1896  |
| ----- | ----- | ----- | ----- | ----- | ----- | ----- | ----- | ----- |
| 7 674 | 7 410 | 7 787 | 7 961 | 7 636 | 7 881 | 8 164 | 8 288 | 8 492 |

| 1901  | 1906  | 1911  | 1921  | 1926  | 1931   | 1936   | 1946   | 1954   |
| ----- | ----- | ----- | ----- | ----- | ------ | ------ | ------ | ------ |
| 8 757 | 8 667 | 8 733 | 8 814 | 9 725 | 10 621 | 11 330 | 11 242 | 14 460 |

| 1962   | 1968   | 1975   | 1982   | 1990   | 1999   | 2006   | 2011   | 2016   |
| ------ | ------ | ------ | ------ | ------ | ------ | ------ | ------ | ------ |
| 17 247 | 18 872 | 22 422 | 22 243 | 23 659 | 24 056 | 24 018 | 24 772 | 23 705 |

| 2021   | 2022   | - | - | - | - | - | - | - |
| ------ | ------ | - | - | - | - | - | - | - |
| 24 543 | 24 841 | - | - | - | - | - | - | - |

#### Pyramide des âges
La population de la commune est relativement jeune.
En 2018, le taux de personnes d'un âge inférieur à 30 ans s'élève à 37,4 %, soit au-dessus de la moyenne départementale (35,2 %). À l'inverse, le taux de personnes d'âge supérieur à 60 ans est de 25,3 % la même année, alors qu'il est de 25,5 % au niveau départemental.
En 2018, la commune comptait 11 165 hommes pour 12 612 femmes, soit un taux de 53,04 % de femmes, légèrement supérieur au taux départemental (51,26 %).
Les pyramides des âges de la commune et du département s'établissent comme suit.
| Hommes | Classe d’âge | Femmes |
| ------ | ------------ | ------ |
| 0,6    | 90 ou +      | 2,0    |
| 6,7    | 75-89 ans    | 9,3    |
| 15,1   | 60-74 ans    | 16,5   |
| 18,1   | 45-59 ans    | 17,6   |
| 20,1   | 30-44 ans    | 19,0   |
| 18,8   | 15-29 ans    | 16,5   |
| 20,7   | 0-14 ans     | 19,1   |

| Hommes | Classe d’âge | Femmes |
| ------ | ------------ | ------ |
| 0,6    | 90 ou +      | 1,6    |
| 6,4    | 75-89 ans    | 8,8    |
| 17,3   | 60-74 ans    | 18,1   |
| 20,7   | 45-59 ans    | 20     |
| 18,8   | 30-44 ans    | 18,6   |
| 16,3   | 15-29 ans    | 14,5   |
| 20     | 0-14 ans     | 18,3   |

### Manifestations culturelles, salons et festivités
- Concours de la chanson française organisé par l'Association Pluie d'étoiles depuis 2002.
  - Sélections mensuelles au restaurant Le Paris-Plage.
  - Finale sous chapiteau place de la République au mois d'août.
- La Normandie et le Monde depuis 2009, festival international de cinéma de Vernon
- Foire aux cerises, de 1983 à 2016, devenue Foire de Vernon en 2017.
- Salon international du pastel.
- Salon d'automne (exposition de photographies).
- Festival Les Nuits d'Orient.
- Concours international de peinture grand format en Normandie.

#### Sports et loisirs
- Action à réaction
- Amicale vernonnaise.
- Amis de l'orgue de la Collégiale de Vernon.
- Club de philatélie.
- Generation Artist.
- Pluie d'étoiles - Concours de la Chanson Française.
- Casting Concept, l'école de chant de Vernon.
- Groupe Photo de la Région de Vernon.
- Club Microtel de Vernon (informatique)
- L'Atelier du mardi.
- Art Visuel.
- Mille et Une Nuits centre culturel de musique et de danse
- Atelier Renaissance.
- Cercle d'études vernonnais (CEV).
- Chorus Semper Viret.
- CSADN : badminton, course à pied, équitation, football, gymnastique, judo, Qi gong, raid, tennis, tir à l'arc et apiculture, aquariophilie, art floral, astronomie, cuir, danse et percussions, dentelle au fuseau, musique, poterie.
- Stade porte normande Vernon.

## Économie

### Indicateurs généraux
- 1088 entreprises recensées[Quand ?].
- Population active : 11 477.
- Taux de chômage : 14,9 % en 2008.
- Un nombre très important d'actifs travaillent en Île-de-France.

Activité et marché d'emploi, voir données INSEE :
- http://www.insee.fr/fr/insee_regions/haute-normandie/publi/popactive_vernon_tableaux.htm
- http://www.insee.fr/fr/insee_regions/Haute-Normandie/publi/sommaire_vernon.htm
- Revenu moyen par ménage : 15 717 €.
- ISF : la ville est classée 147e au niveau national pour le nombre de personnes assujetties et 4e régionale.

### Principales entreprises
- ArianeGroup (ancienne dénomination : SNECMA) occupe une partie de l'étendue du plateau de l'Espace. La Société européenne de propulsion (SEP) d'après 1970 y élabore tous les moteurs à réaction équipant les chasseurs français. Les gros moteurs-fusées à ergols liquides pour lanceurs de satellites (fusées Ariane) sont conçus et produits par ce grand nom de la base industrielle de défense. Outre les bureaux d'étude, le site héberge les ateliers de fabrication et de montage, les laboratoires, une vaste zone d'essais où sont testés à feu à plein régime les moteurs des programmes de développement et les moteurs de production. En 2005, les moteurs Vulcain II sont en phase de production et les moteurs Vinci en développement (mise en service en 2009). Les fusées et moteurs Véronique, Vesta, Valois, Vexin, Viking, Vulcain et Vinci tirent leur initiale V de la ville de Vernon. Le LRBA, actif à Vernon de 1946 à 2012, a développé Véronique et Vesta, et la SEP les moteurs Viking, Vulcain et Vinci. À ce titre, Vernon est membre de la communauté des villes Ariane[99]. Compte tenu de la nature fort dangereuse des activités, le site est « classé Seveso ».
- Safran Spacecraft Propulsion[100].
- Smurfit Socar.
- Rowenta (Groupe SEB).
- Société d'exploitation des adhésifs.
- Le Centre national de prévention et de protection occupe un site proche de Mont-Vernon, à l'écart de la route départementale 64 en sortie de Saint-Marcel.

## Culture locale et patrimoine

### Lieux et monuments

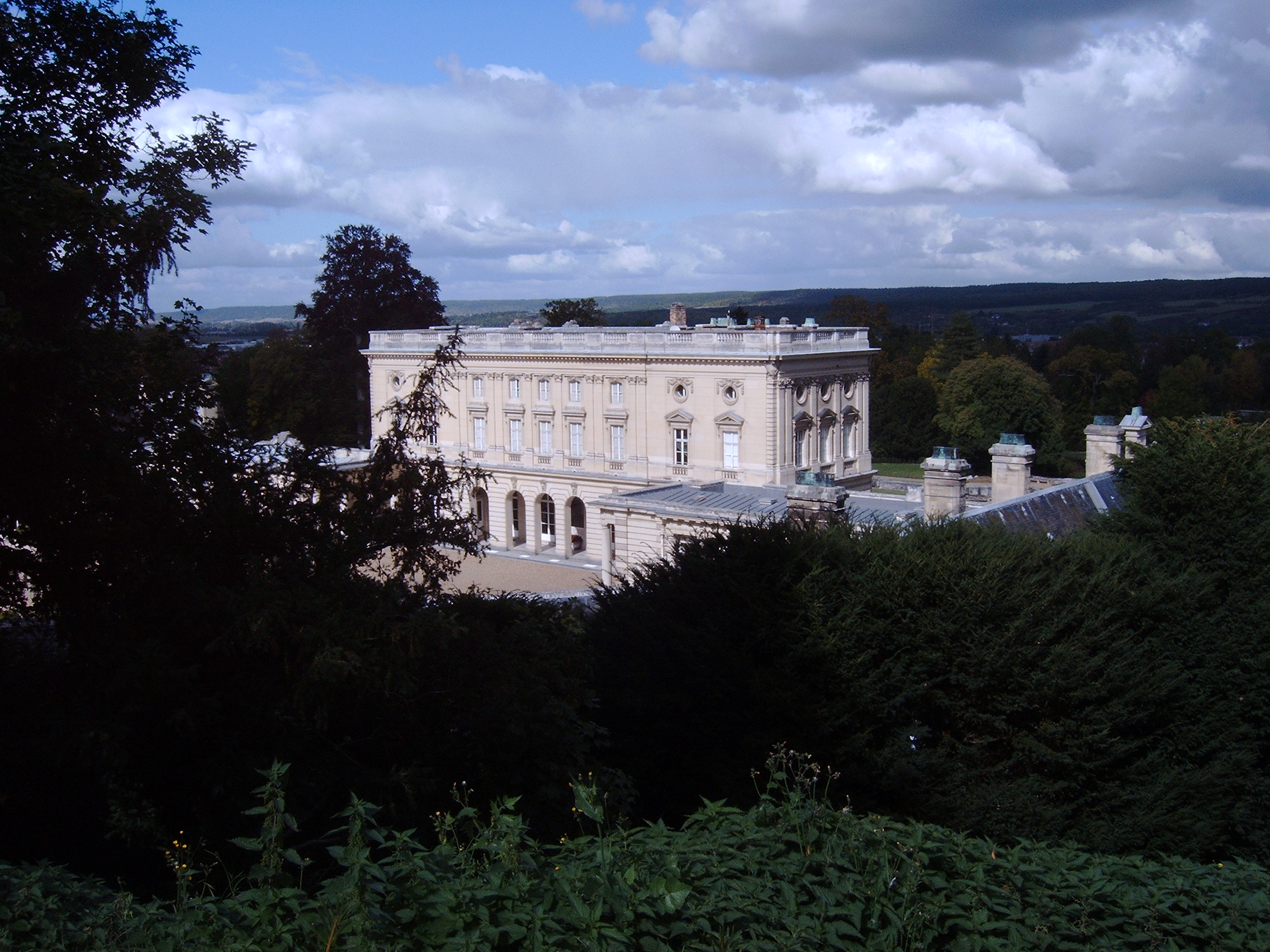
Château de Bizy.

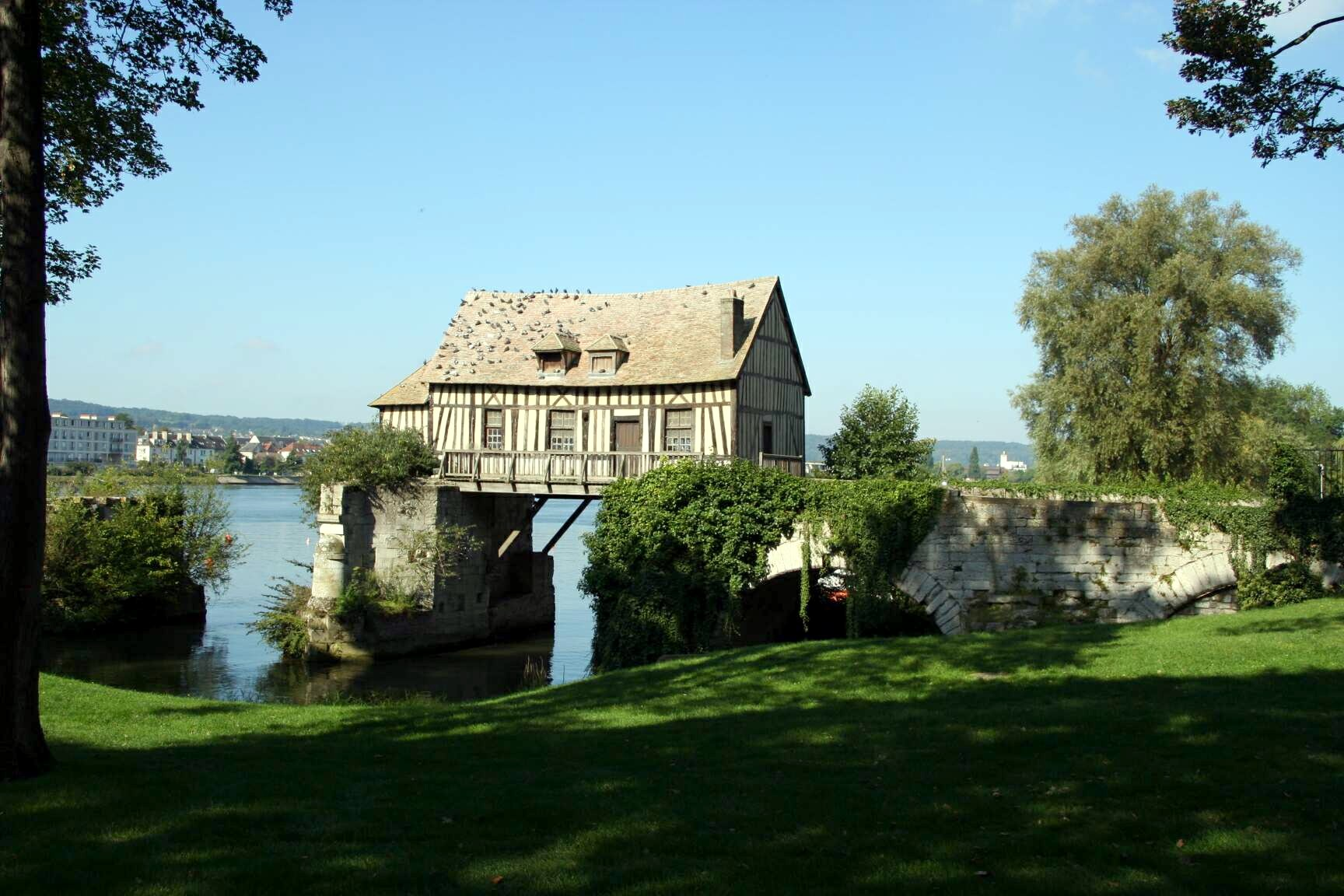
Le Vieux-Moulin.

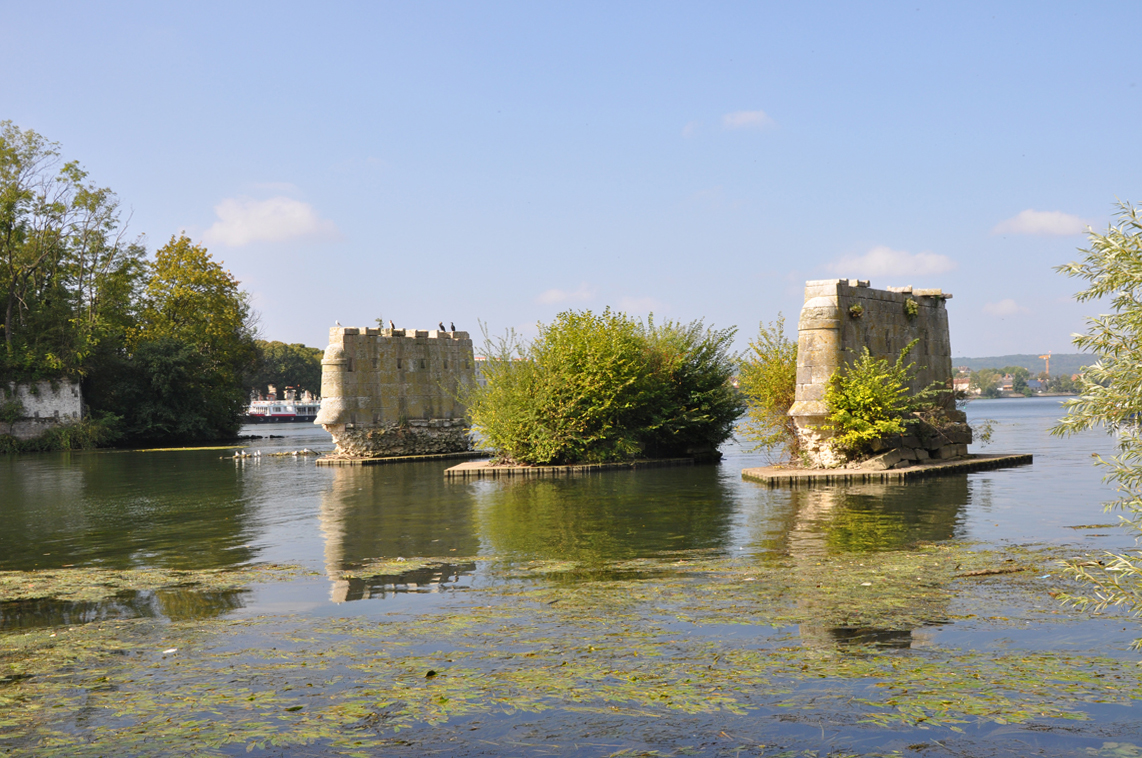
Le pont médiéval.

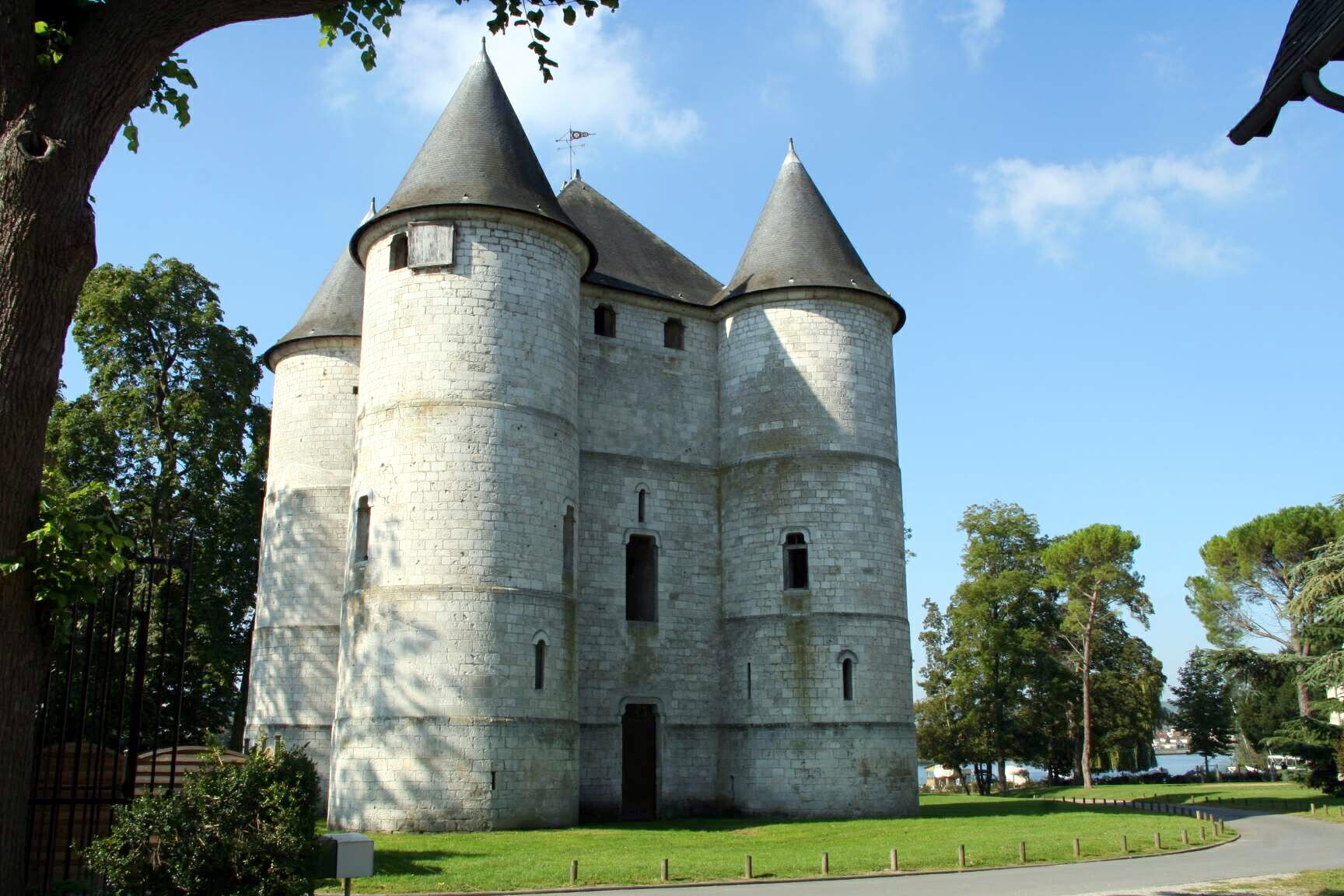
Château des Tourelles.

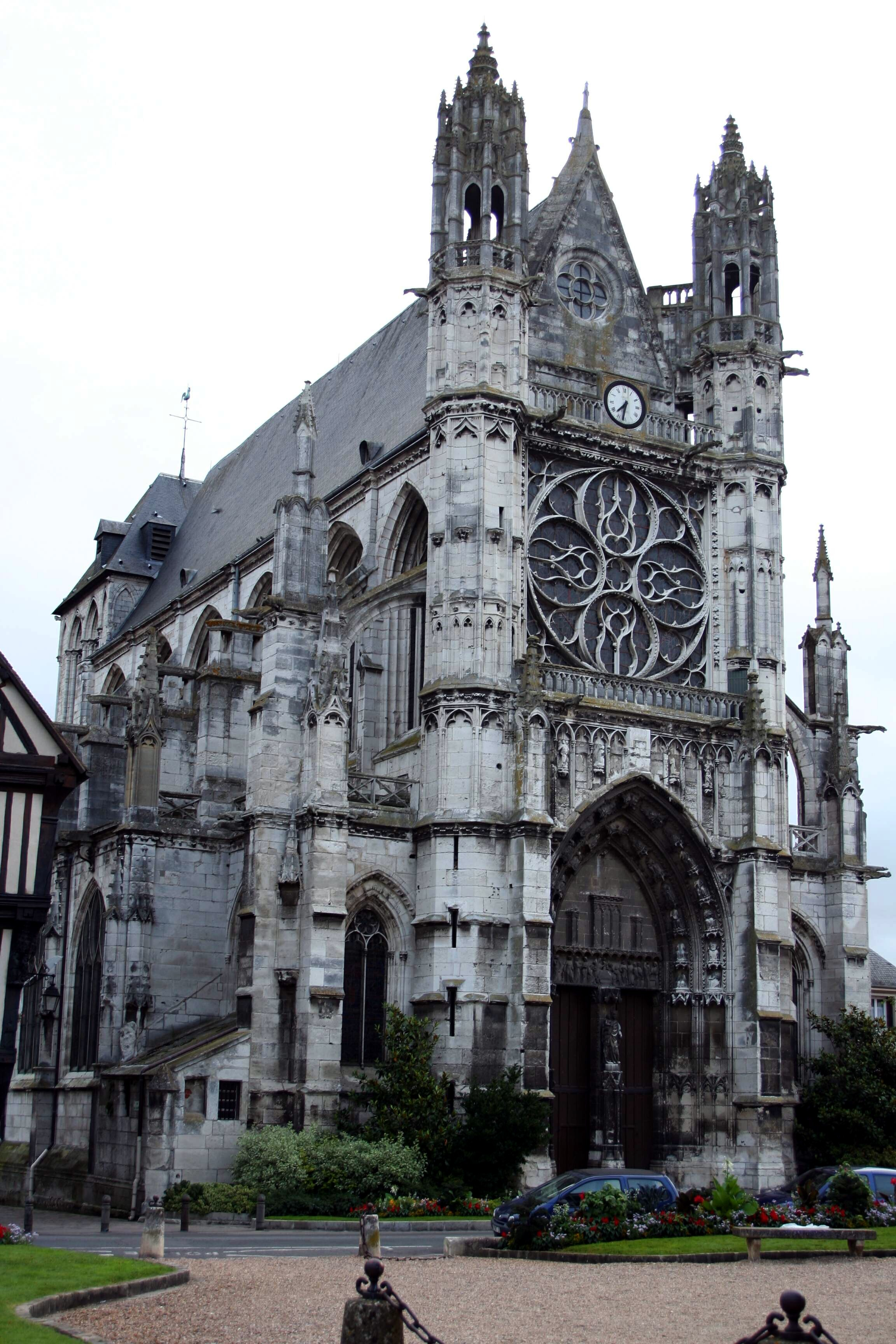
Collégiale Notre-Dame.

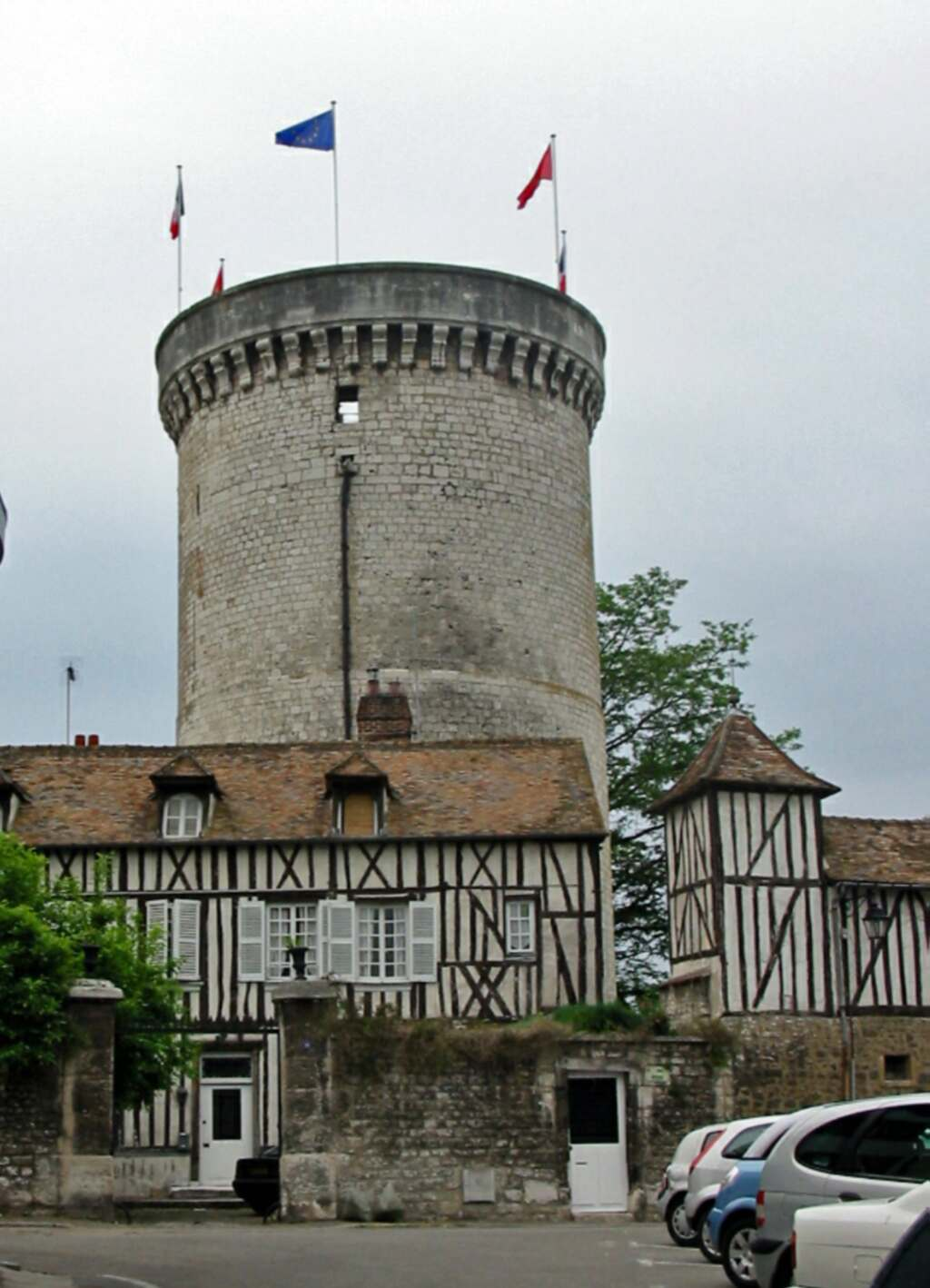
Tour des archives.

Maison du Temps Jadis.

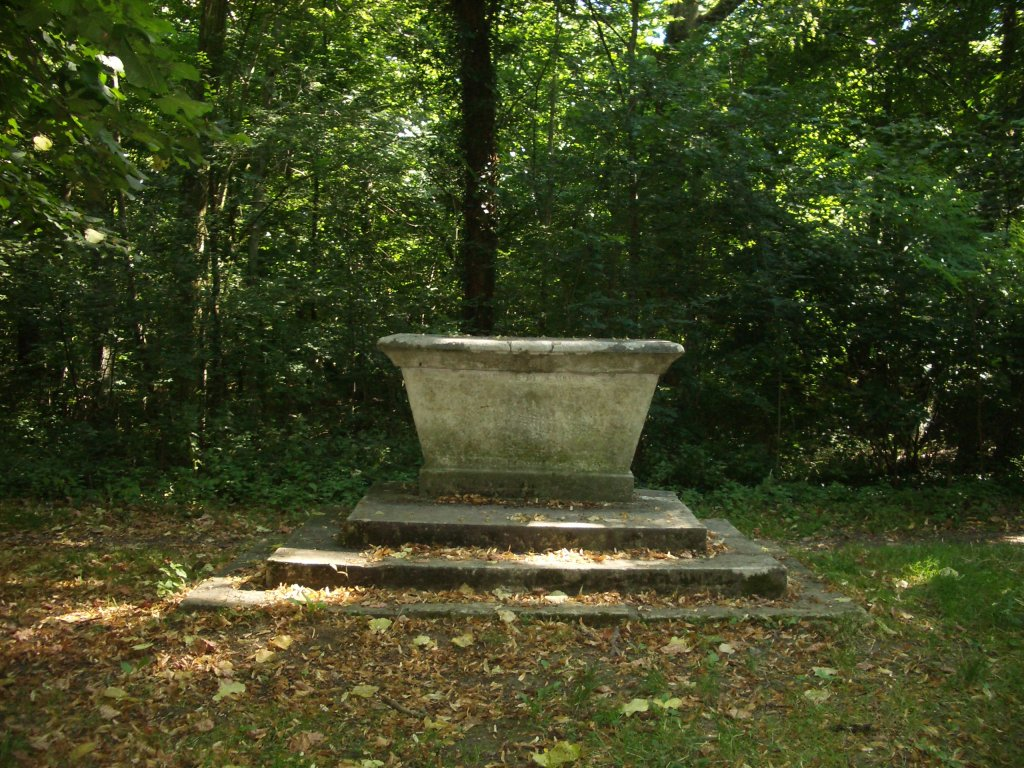
Tombeau de Saint-Mauxe à Bizy.

#### Monuments médiévaux
La ville a veillé à l'architecture du centre, autour de la collégiale et de la tour des Archives qui ont survécu aux bombes, préservant ainsi son aspect médiéval.
- Le Vieux-Moulin, installé sur les piles du pont médiéval à Vernonnet, rare monument de ce type, symbole particulier. À noter que le passage du pont était soumis à un droit de pontage[101].
- La tour des archives, vestige de l'ancien château.
- Les remparts et enceintes (par parties).
- La maison du Temps Jadis datant de 1450-1460.
- Rues pittoresques bordées d'anciennes maisons à pans de bois datant des XIIe, XVIe et XVIIe siècles : rues Potard, Carnot, Bourbon-Penthièvre, etc.

#### Châteaux
Vernon possède de nombreux châteaux éparpillés sur tout son territoire, de styles très différents.
- Le château de Bizy, appelé souvent le petit Versailles, date de 1741 avec la fontaine de Neptune.
- Le château médiéval, datant du XIIe siècle, fut détruit en partie en 1752 lors de la création des écuries puis pendant les deux guerres, il n'en reste que quelques vestiges.
- Le château Saint-Lazare[102], datant de la fin du XVIIIe siècle, fut détruit par la ville en 1970 pour y construire une école, dont une aile, partie la plus ancienne contenant la chapelle, a été préservée.
- Le château du Point du Jour[103] datant de 1706 servit de bâtiment hospitalier à la clinique Sainte-Marie entre 1978 et 2005. Il est devenu en 2009 la résidence Sainte-Marie.
- Le château des Tourelles, situé rive droite de la Seine, l'un des seuls châtelets du XIIe siècle[réf. nécessaire] encore pratiquement intacts en France.

#### Monuments religieux
Vernon a perdu beaucoup de ses églises durant les guerres ; la collégiale et l'église Saint-Nicolas sont deux des joyaux d'architecture religieuse de la ville. La construction de la mosquée Omar ibn al-Khattâb (2002) vient ajouter un édifice supplémentaire à la richesse religieuse de Vernon.
- La collégiale Notre-Dame, conservant des parties des XIe, XIIIe, XIVe et XVe siècles.
- L'église Saint-Nicolas, consacrée dès 1861 et achevée en 1863.
- L'église Saint-Jean-Baptiste, construite en 2001, située dans le quartier de Gamilly.
- L'église Saint-Geneviève, détruite.
- La mosquée Omar ibn al-Khattâb, située aux Blanchères, construite en 2002.

#### Autres édifices publics
- L'ancienne bibliothèque municipale datant du XVIIe siècle.
- Édifices d'intérêt historique préservés de la ZAC Fieschi, notamment l'ancien couvent des Capucins.
- L'Hôtel Dieu, créé au XIIIe siècle par le roi Louis IX détruit à partir de 1858.
- L'hôtel de ville (1895) et la fontaine Défontaine.
- Le « monument des Mobiles de l'Ardèche »[104] de la guerre franco-prussienne de 1870-1871)[105],[106] dû à l'architecte Antoine Jal.
- Le conservatoire et la salle des fêtes détruits en 2006.

#### Architecture duXXesiècle
L'îlot Pasteur, réalisation de 1948 par Henri Pottier et Jean Tessier, bénéficie du Label « Patrimoine du XXe siècle ».
Construit dans le cadre du plan de Reconstruction, l'îlot Pasteur a été modifié par Jean Tessier et son fils en 1990 avec la création d'une galerie marchande en lieu et place des jardins.
L'idée originale de l'architecte était de fournir aux commerçants sinistrés par la guerre des boutiques avec logements à l'étage. La cour, centrale et très vaste, fut conçue pour les livraisons, permettant ainsi de dégager la circulation de la rue. Cette conception novatrice lui valut d'être considérée comme immeuble expérimental. Le décor en claustra rappelle certaines réalisations d'Auguste Perret (reconstruction du Havre).

#### Cimetières
- Le cimetière monumental (rive gauche).
- Le cimetière de Vernonnet (rive droite).

#### Fontaines
- La fontaine de Neptune datant de 1743, dans l'enceinte du château de Bizy.
- La fontaine Défontaine sculptée et donnée par Pierre-Amédée Défontaine en 1899.
- La fontaine de Chérence (1838-1839) sur la place de Paris, anciennement située sur la place du Marché.

#### Sculptures et créations urbaines
- Créé en 1996 par l'artiste Olivier Gerval (1966-), l’ensemble de sept statues monumentales People a été exposé au Japon jusqu’en 1998, avant de trouver sa place définitive à Vernon entre le Vieux Moulin et le château des Tourelles, dans le square Laniel[108], où il a été inauguré le 30 avril 1999 par le maire de Vernon Jean-Claude Asphe.
« People représente sept statues de tôle galvanisée peinte, hautes, pour les plus grandes, de 3,90 mètres. Des personnages stylisés, dépouillés à l’extrême. » selon son créateur, originaire de Vernon à laquelle il en a fait cadeau.

#### Autres curiosités patrimoniales
- L'ancienne succursale de la Banque de France datant du XVIIe siècle.
- La chapelle des sœurs garde-malades (1899) construite par Denis Darcy (1823-1904)[109], architecte diocésain, collaborateur d'Eugène Viollet-le-Duc.
- Le manoir du Grévarin[110] datant du XVe siècle,  Inscrit MH (1928), situé dans le quartier de Gamilly.
- Le monument aux morts.
- La villa Castelli (1780)[111], du nom d'Étienne Castelli, un capitaine bonifacien de naissance, chevalier de la Légion d'honneur[112], mort à Vernon en 1911. L'architecte vernonnais Henri Pottier est intervenu, sur commande municipale après 1945, afin d'y héberger La Goutte de lait. Au début du XXIe siècle, la villa accueille, notamment, la compagnie théâtrale de l'Arrosoir et des associations culturelles.
- La colline aux Oiseaux, circuit de randonnée du quartier de Vernonnet.
- Le tombeau de saint Mauxe dans la forêt de Bizy.
- La fresque « O bord de l'eau » réalisée par un collectif de graffeurs professionnels[réf. nécessaire] sur la pile du pont Clemenceau (rive gauche, sous le tablier) à l'occasion des Journées européennes du patrimoine de 2016.

### Patrimoine culturel

#### Vernon dans les arts et la culture
Le compositeur Clément Janequin a écrit une chanson « galante » intitulée La Meunière de Vernon.

Quelques tableaux représentant la ville
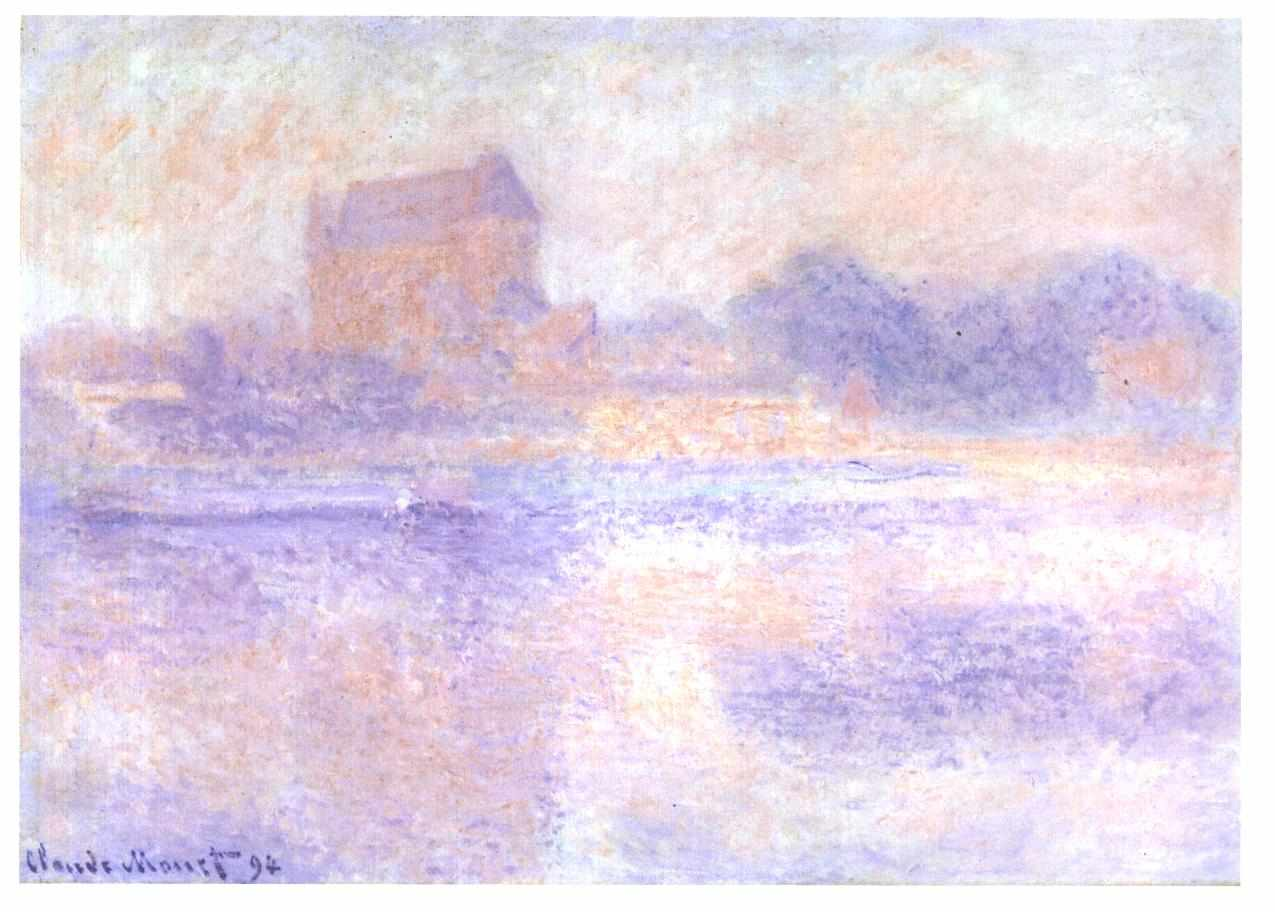
Claude Monet : La collégiale dans la brume (1894)
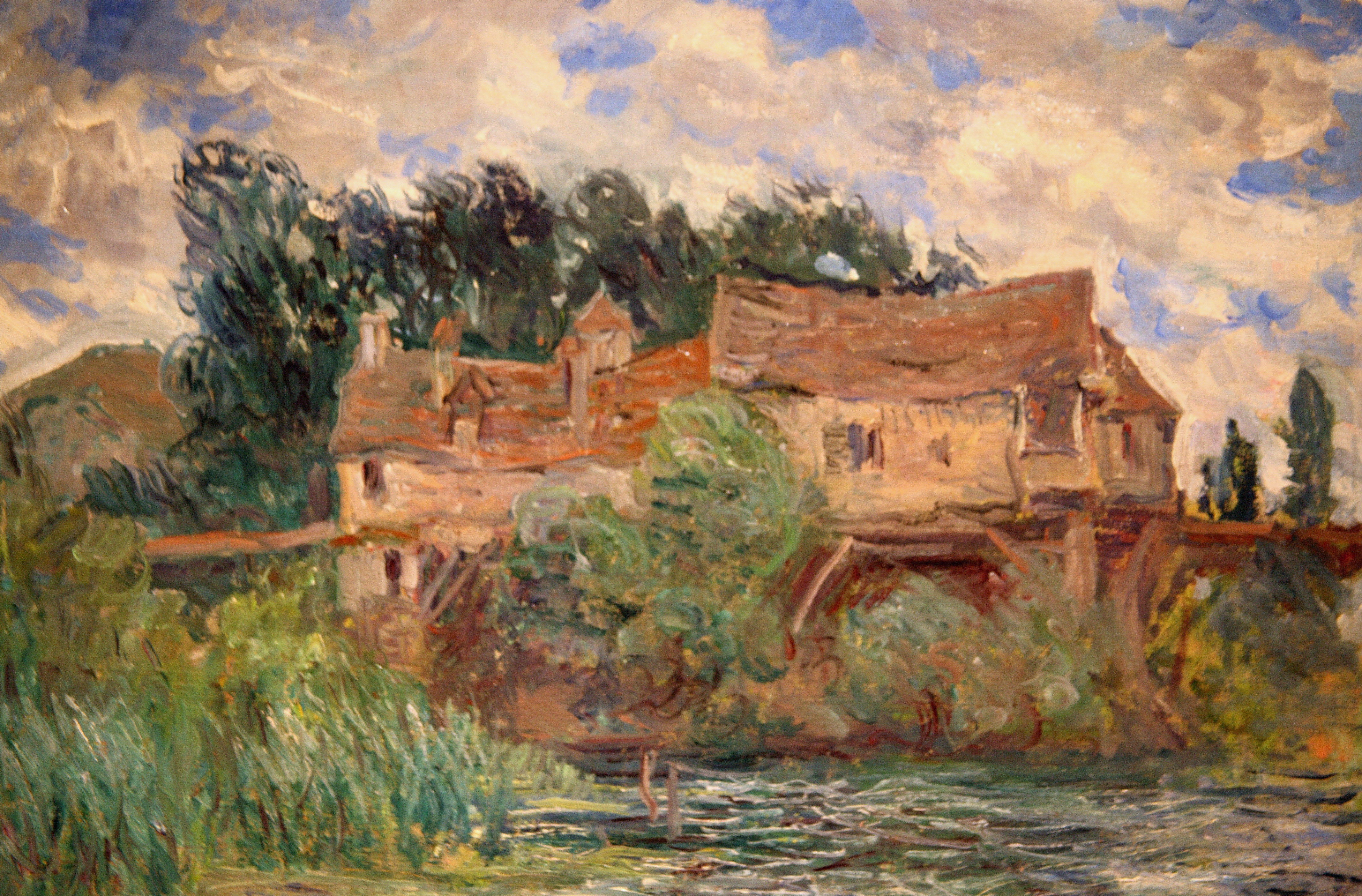
Claude Monet : Maisons sur le vieux pont de Vernon (vers 1883) Collection du Musée d'Art de La Nouvelle-Orléans.
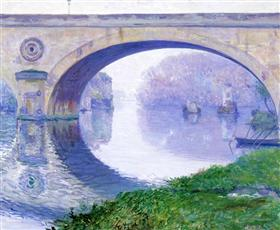
Guy Rose : Le pont de Vernon (avant 1925)
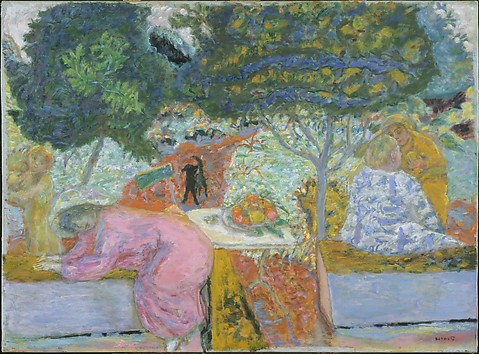
Pierre Bonnard : Matin dans le jardin à Vernonnet (avant 1947) Collection du Metropolitan Museum of Art.

##### Filmographie
- Maigret et l'Affaire Saint-Fiacre, de Jean Delannoy (1959)
- Les Mystères de Paris, d'André Hunebelle (1962)
- Fantômas, d'André Hunebelle (1964)
- Les Grandes Vacances, de Jean Girault (1967)
- Béru et ces dames, de Guy Lefranc (1968)
- Le Colonel Chabert, d'Yves Angelo (1994)
- La Maison de Nina de Richard Dembo (2004)
- Une partie de campagne de Jean-Daniel Verhaeghe (2010)

##### Littérature
- Le Viandier, de Taillevent (1380).
- Thérèse Raquin, d'Émile Zola (1867).
- Royal-Cambouis[113], d'Alphonse Allais (nouvelle présente dans le recueil Vive la vie !, 1892).
- Pierre Nozière, d'Anatole France (1899).
- La Meunière de Vernon est une chanson de Clément Janequin. Cette meunière n'est point farouche.

#### Musée
Le Musée de Vernon dit Musée Alphonse-Georges-Poulain, créé en 1862, dans un ancien hôtel particulier datant du XVe siècle, propose un parcours riche et varié à travers trois spécialisations :
- des impressionnistes de Giverny aux Nabis avec une collection d'une vingtaine d’œuvres dont deux tableaux de Claude Monet ;
- un cabinet de dessins avec près de 250 œuvres de Théophile-Alexandre Steinlen, Francisque Poulbot ou Benjamin Rabier ;
- une collection d'art animalier et d'histoire locale.

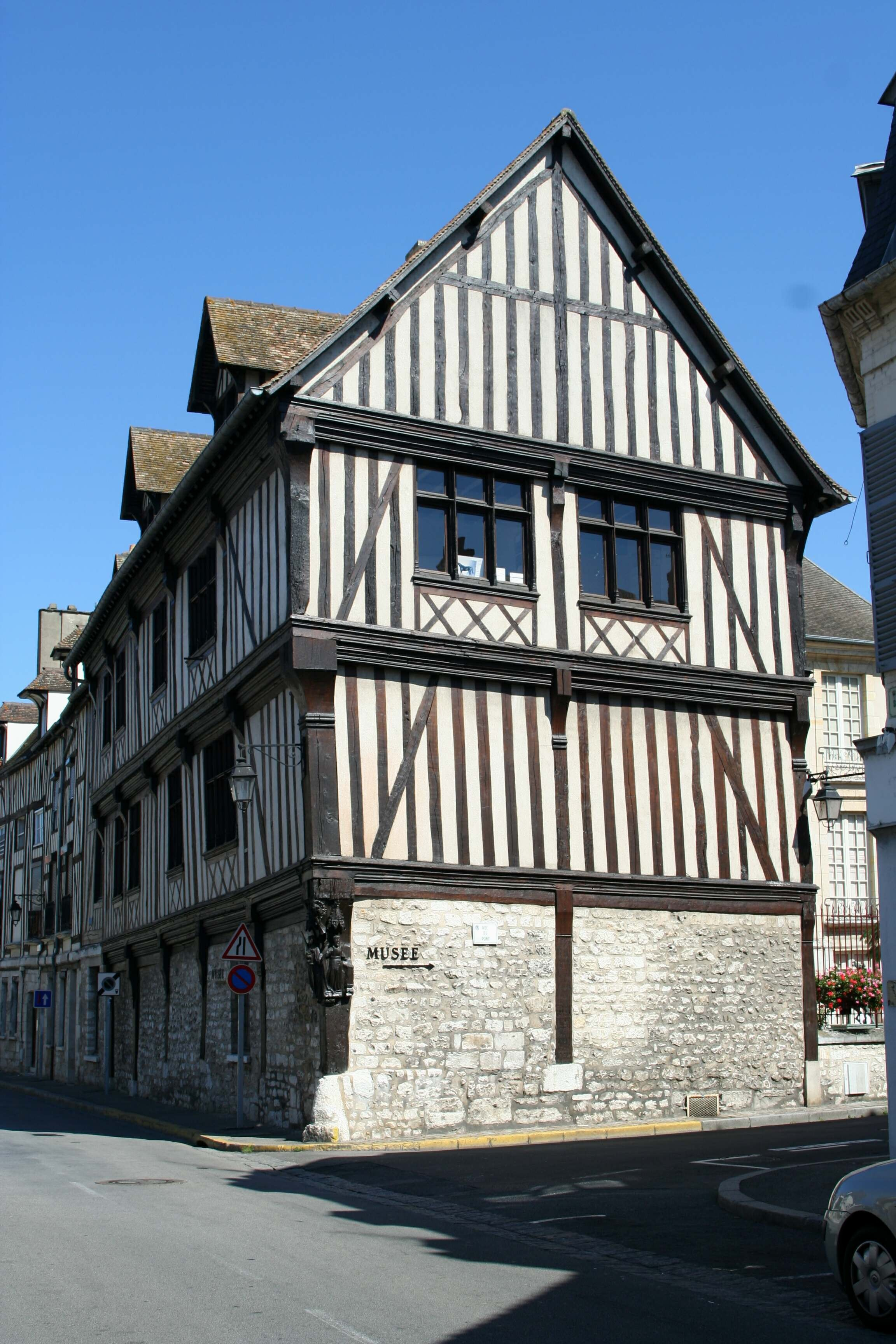
Musée Alphonse-Georges-Poulain.
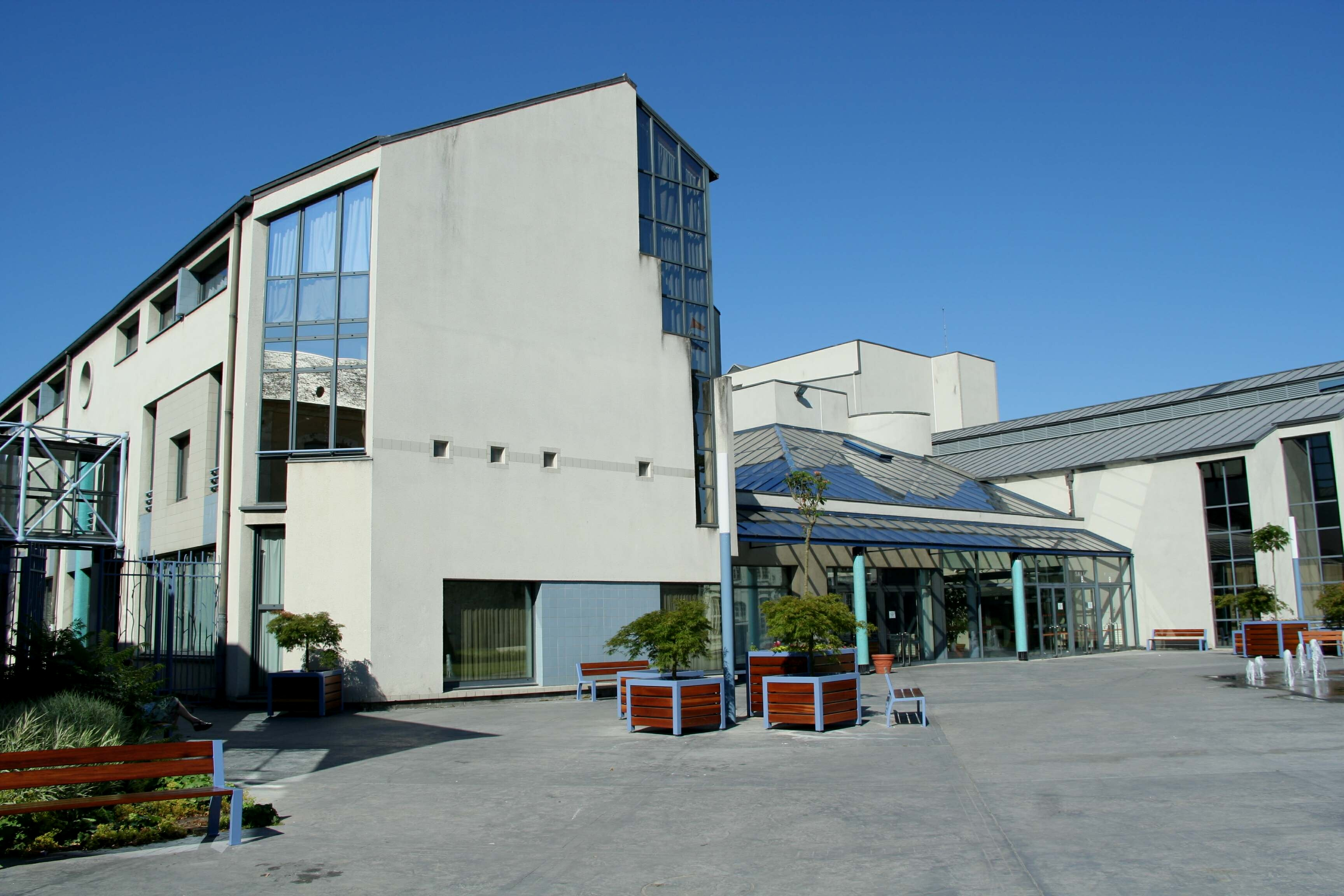
Espace Philippe-Auguste.

#### Centre culturel
- L'espace Philippe-Auguste est un centre culturel comprenant un auditorium, une médiathèque et des salles de congrès. Il a été inauguré en septembre 1992.
- Il abrite également le Conservatoire à rayonnement intercommunal des Portes de l'Eure qui dispense un enseignement en musique, danse et art dramatique. Il comprend 40 professeurs et 700 élèves, dont une classe d'orgue bénéficiant de l'accès à l'orgue historique de la collégiale.

#### Édifices religieux
- Liste des édifices religieux de Vernon

#### Théâtres
- L'auditorium de l'espace Philippe-Auguste comprend 480 places[114].
- Le théâtre de l'Arrosoir.
- Le théâtre du Lion.
- Le théâtre du Drakkar.

#### Cinémas
- Le Cinéma-théâtre.
- Ciné-club de Vernon : « Un autre regard »
- Le festival international de cinéma est organisé chaque année au mois d'octobre[115].

### Personnalités liées à la commune

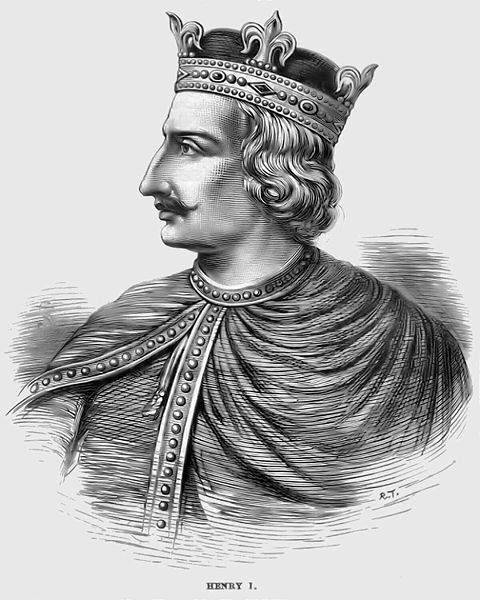
Portrait imaginaire du roi Henri Ier Beauclerc, issu de lHistoire d'Angleterre de Cassell.

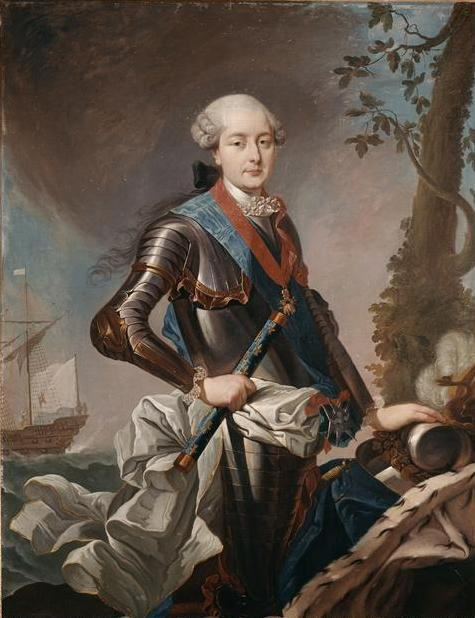
Portrait du duc de Penthièvre.

- Henri Ier Beauclerc (1068-1135), fit bâtir le grand donjon (tour des archives) ;
- Philippe Auguste (1165-1223), rénovateur de la ville, y fit faire de nombreuses modifications dont les remparts ;
- Louis IX (ou Saint-Louis) (1216-1270), y séjourna souvent et devint le bienfaiteur de la ville ;
- Michel de La Vigne (1588-1648), médecin né à Vernon ;
- Gabriel Pérelle (1604-1677), graveur né à Vernon ;
- Pierre Le Tellier (1614-1702), peintre né à Vernon ;
- Anne de La Vigne (1634-1684), poétesse née à Vernon ;
- Jean Drouilly (1641-1698), sculpteur du roi né à Vernon (il a œuvré à la collégiale);
- Louis Doucin (1652-1726), historien et théologien jésuite né à Vernon ;
- Mathias Mésange (1693-1758), bibliothécaire né à Vernon ;
- Jean-Baptiste Lemoine de Belle-Isle (1716-1791), homme politique, député de la noblesse aux états généraux de 1789.
- Louis-Jean-Marie de Bourbon, duc de Penthièvre, (1723-1793), petit-fils de Louis XIV, mort à Vernon ;
- Marie-Lucien Lebrun (1746-1830), magistrat et homme politique, maire de Vernonnet et député à l'Assemblée législative.
- Jacques Louis François de Tilly (1749-1822), général des armées de la République et de l'Empire né à Vernon ;
- Louis-Philippe Ier (1773-1850), roi des Français, héritier du château de Bizy, y séjourna de nombreuses fois ;
- Eustache Hubert Passinges (1773-1854), général des armées du 1er Empire, décédé à Vernon ;
- Joseph Mallord William Turner (1775-1851), peintre britannique ayant fait plusieurs toiles de la ville ;
- Léandre-Adolphe-Joseph Bertin-Duchateau (1804-1884), officier et administrateur colonial français, décédé à Vernon ;
- Élisa Schlésinger (1810-1888), grand amour de Gustave Flaubert, née à Vernon ;
- Aristide Hignard (1822-1898), compositeur, ami et musicien des pièces et des chansons de Jules Verne, mort à Vernon ;
- Ferdinand Cressigny (1837-1909), sculpteur né à Vernon
- Louis Passy (1830-1913), député et candidat à la mairie face au duc d'Albufera ;
- Henry Russell (1834-1909), pyrénéiste franco-britannique, vit à Vernon dans ses premières années.
- Adolphe Bitard (1837-1888), né à Vernon, journaliste et vulgarisateur scientifique ;
- Eugène Trutat (1840-1910), photographe, pyrénéiste, géologue et naturaliste français né à Vernon ;
- Claude Monet (1840-1926), de Giverny, il est venu peindre plusieurs fois la collégiale ;
- Julien Devos (1845-1925), peintre français vivant à Vernon ;
- Pierre Bonnard (1867-1947), peintre, avait une résidence à Vernonnet, « Ma Roulotte » ;
- Alphonse-Georges Poulain (1875-1966), écrivain, peintre, archéologue, sculpteur ; fut le premier conservateur du musée qui porte son nom ;
- Augustin Azémia (1894-1977), né à Vernon, député de l'Eure, chevalier de la Légion d'honneur ;
- Louise-Denise Damasse (1901-1987), peintre et résistante française, morte à Vernon ;
- Henri Pottier (1912-2000) : architecte natif de la commune, Grand prix de Rome, a réalisé l'îlot Pasteur (version 1948 façon Auguste Perret modifiée de nos jours) à l'occasion de la reconstruction ; y a collaboré Jean Tessier ;
- Arlette Gruss (1930-2006), née à Vernon, personnalité du cirque[116] ;
- Leny Escudero (1932-2015), acteur, chanteur et auteur-compositeur-interprète français qui a habité Vernon ;
- François Brune (1931-2019), ancien prêtre catholique français et auteur d'ouvrages théologiques, né à Vernon ;
- Gilles Rossignol (1942-2021), écrivain, né à Vernon ;
- Patrick Bricard (1940-2019), comédien et metteur en scène, notamment connu pour son rôle de François dans l'émission pour la jeunesse « L'Île aux enfants » habita Vernon et y est enterré ;
- Sarah Moon (1941-), est une mannequin, photographe et réalisatrice française, née à Vernon;
- Patrick Burgel (1946-2012), comédien, écrivain, animateur de radio et imitateur français. Il joue dans plus de 60 films et tient notamment le rôle du Duc Fulbert de Pouille dans les deux premiers opus des Visiteurs de Jean-Marie Poiré. Il décède à Vernon le 5 juin 2012 ;
- Évelyne Letourneur-Cordier (1947-), née à Vernon, championne de France de gymnastique en 1965 et 1967 ;
- Michel de Decker (1948-2019), écrivain et chroniqueur spécialisé en histoire. Il fait notamment des apparitions récurrentes dans l'émission télévisée d'histoire Secrets d'histoire diffusée sur France 2 et présentée par Stéphane Bern. Ses obsèques ont lieu en l'Église Saint-Nicolas de Vernonnet à Vernon ;
- Carl Lang (1957-), né à Vernon, homme politique français ;
- Philippe Montanier (1964-) ancien footballeur et entraîneur né à Vernon ;
- François-Frédéric Guy (1969-), né à Vernon, pianiste ;
- Chantal Jouanno (1969-), sénatrice d'Île-de-France, ancienne ministre des sports, née à Vernon ;
- Wax Tailor, né Jean-Christophe Le Saoût (1975-), auteur, compositeur, producteur de musique et manager français de musique né à Vernon ;
- Sébastien Lecornu (1986-), Ministre de plusieurs gouvernements d'Emmanuel Macron (Outre-mer, Collectivités territoriales, Défense) est domicilié à Vernon dont il fut aussi maire (2014-2015) ;
- Marie Lebec (1990-), Ministre et députée, née à Vernon ;
- Ousmane Dembélé (1997-), né à Vernon, footballeur.
- Nobel Mendy (2004-) grandi à Vernon, footballeur.

### Héraldique
| Blason de Vernon (Eure) | Blason  | D'argent, à trois bottes de cresson de sinople, 2 et 1, au chef d'azur, chargé de trois fleurs de lis d'or. Devise / CriVERNON SEMPER VIRET. (« Vernon toujours vert »).                                                        |
| Blason de Vernon (Eure) | Détails | Ces armoiries auraient été attribuées à la ville par Saint-Louis, à qui l'on offrit des bottes de cresson pour se rafraîchir,. Le chef rappelle que Vernon était ville royale. Le statut officiel du blason reste à déterminer. |

### Passé de garnison militaire
Jusqu'en 1998, près de 1 500 militaires furent basés à Vernon (un second établissement abrita dans le quartier de Vernonnet le détachement du 8e régiment de transmissions). Unités militaires ayant été en garnison à Vernon :
- 11e régiment d'artillerie divisionnaire, 1939-1940 ;
- 3e régiment d'artillerie de marine, 1945-1984 ;
- 517e régiment du train, 1984-1998 ;
- 8e régiment de transmissions (détachement), 1913-2014.

### Périphrases désignant Vernon
- Le Neuilly normand
- Les Portes de l'Eure
- Elle est vénérable et douce fait dire Anatole France à Pierre Nozière lors de ses visites à Vernon.

## Pour approfondir